# Putbus

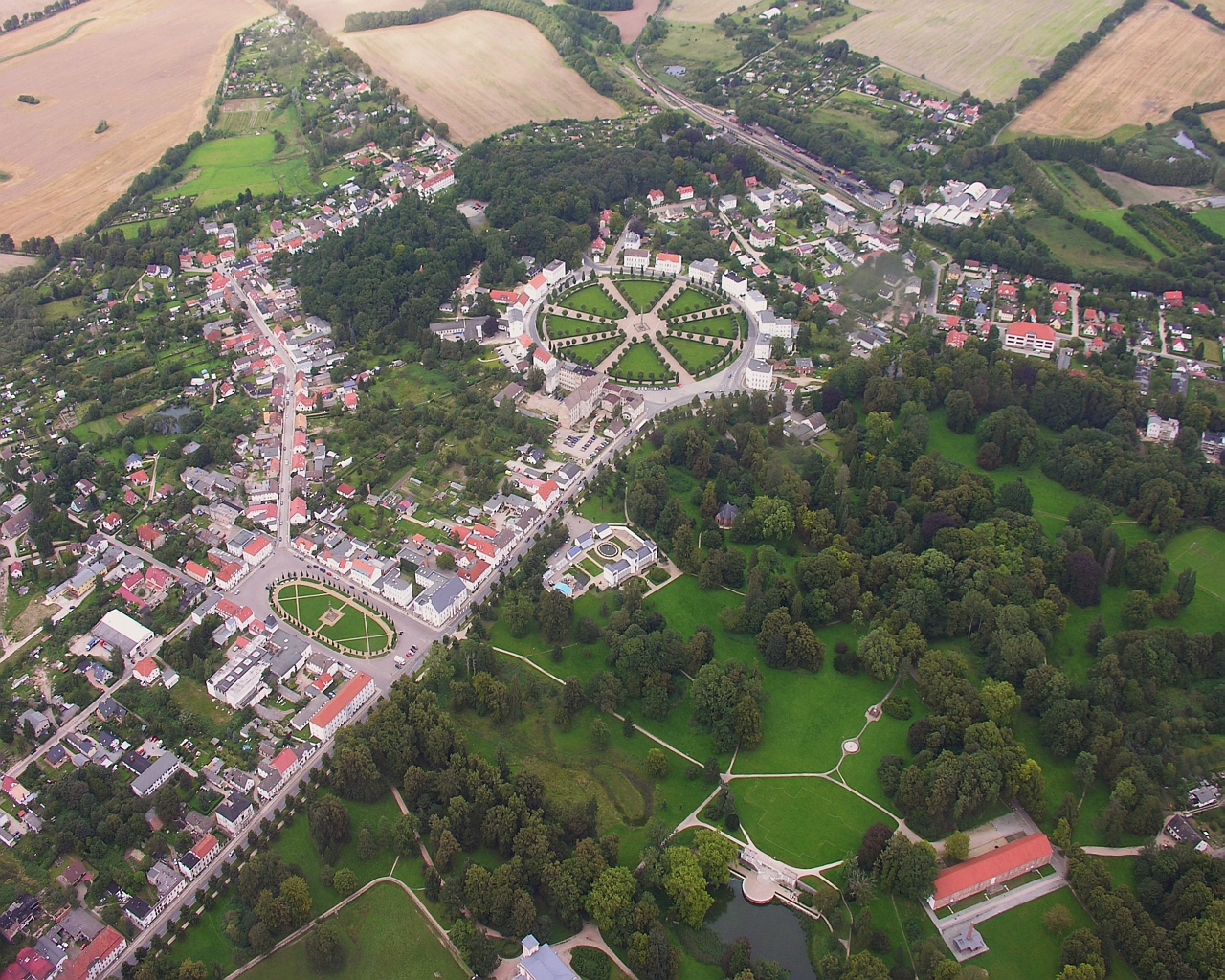
Luftbild von Putbus auf der Insel Rügen (2009)

Putbus ist eine Landstadt des Landkreises Vorpommern-Rügen in Mecklenburg-Vorpommern (Deutschland). Putbus ist die jüngste Stadt der Insel Rügen und mit dem Ortsteil Lauterbach das älteste Seebad auf der Insel und in Pommern. Seit 1997 ist die Stadt staatlich anerkannter Erholungsort und bildet für ihre Umgebung ein Grundzentrum.
Die Stadt Putbus wurde 1810 von Wilhelm Malte I. Fürst zu Putbus gegründet, der seinen Heimatort als Planstadt im klassizistischen Stil so ausbauen ließ, dass das Stadtensemble zu Schloss und Schlosspark passte. Die weitestgehend erhaltene Stadtanlage gehört zu den bedeutendsten Vertretern dieser Architekturepoche. Mit Gründung des ersten pommerschen Seebades 1816 bei Lauterbach und der Errichtung des Badehauses Goor hielt die Bäderarchitektur auf der Insel Rügen Einzug.
Von den weiß gestrichenen Häusern der Rügener Fürstenresidenz leitet sich der Name Weiße Stadt her. Putbus wird aber auch Rosenstadt genannt, weil Malte I. den Erwerb der Wohnhäuser mit der Verpflichtung verknüpfte, vor den Häusern stets Rosenstöcke zu pflanzen, was bis heute akzeptiert wird. Der Name Putbus stammt aus dem Slawischen epod boz und bedeutet hinter dem Holunderbusch.

## Geografie

### Geografische Lage
Die Stadt Putbus liegt acht Kilometer von der Stadt Bergen auf Rügen entfernt und befindet sich im Biosphärenreservat Südost-Rügen. Das Gelände um Putbus ist leicht hügelig. Die Küstenlinie des Rügischen Boddens ist durch den Wechsel von flachen Küstenabschnitten und Uferböschungen gekennzeichnet. Einen tiefen Einschnitt in die Küstenlinie bildet der Wreecher See. Der etwa 500 Einwohner zählende Ortsteil Lauterbach hat einen Fischerei- und Seglerhafen. In der Nähe des Waldgebietes Goor ließ Fürst Malte das erste Seebad der Insel Rügen errichten, das Badehaus ist erhalten. Zu Putbus gehört auch die 2,5 Kilometer von Rügen entfernte Insel Vilm im Greifswalder Bodden.

### Stadtgliederung
Die Ortsteile der Stadt Putbus sind:
| - Altkamp - Alt Lanschvitz - Beuchow - Darsband - Dolgemost - Dumgenevitz | - Freetz - Gremmin - Groß Stresow - Güstelitz - Kasnevitz - Klein Stresow | - Ketelshagen - Krakvitz - Kransevitz - Krimvitz - Lauterbach - Lonvitz | - Muglitz - Nadelitz - Neuendorf - Neukamp - Neu Lanschvitz - Pastitz | - Posewald - Strachtitz - Vilmnitz - Wobbanz - Wreechen - Insel Vilm |

### Nachbargemeinden
Putbus grenzt im Westen an die Gemeinde Garz/Rügen, im Norden an die Gemeinde Sehlen und die Stadt Bergen auf Rügen sowie im Osten an die Gemeinden Zirkow und Lancken-Granitz.

## Geschichte

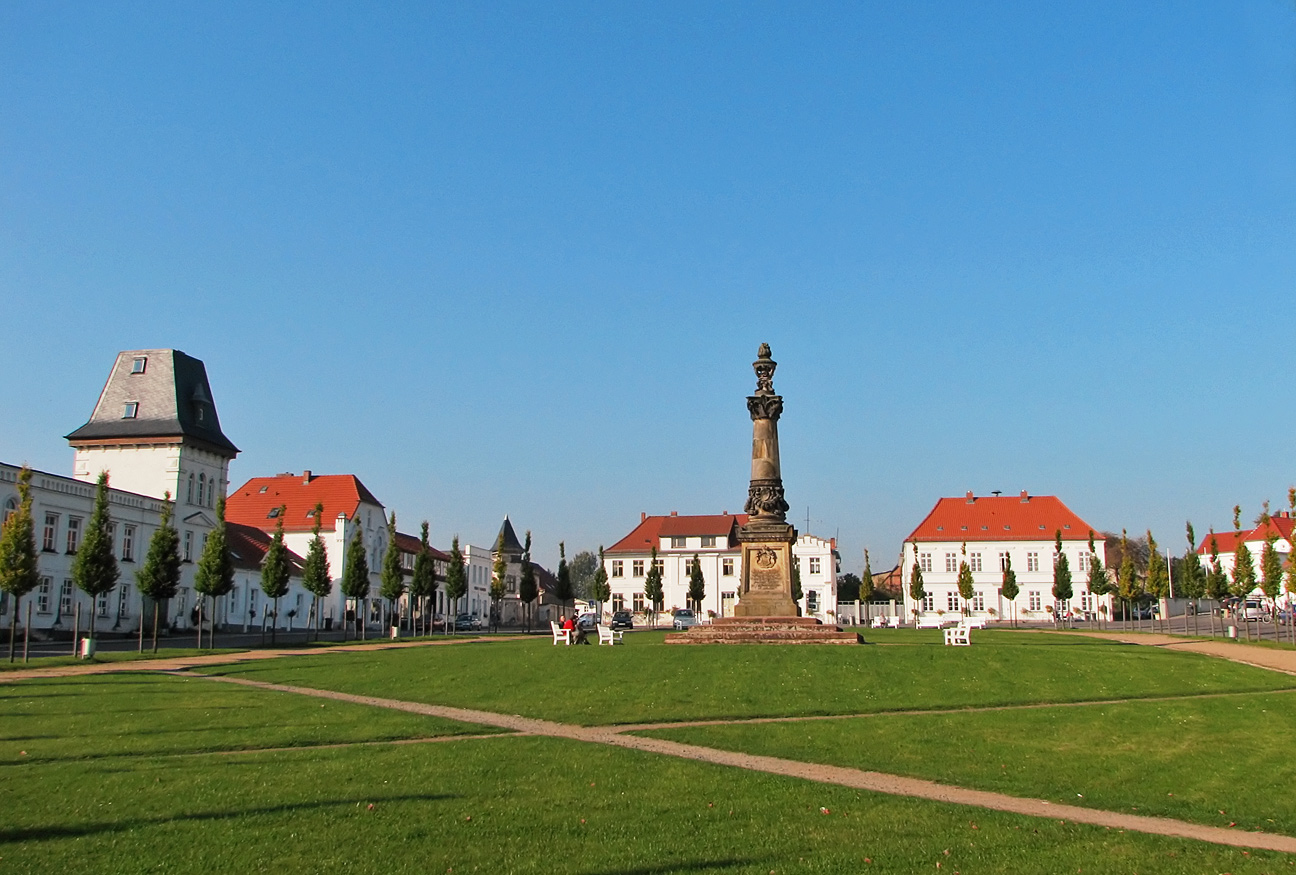
Klassizistisches Ensemble rund um den Markt von Putbus, mit dem Denkmal zu Ehren der Gefallenen in den Preußischen Kriegen 1864, 1866 und 1870–71, rechts das Rathaus

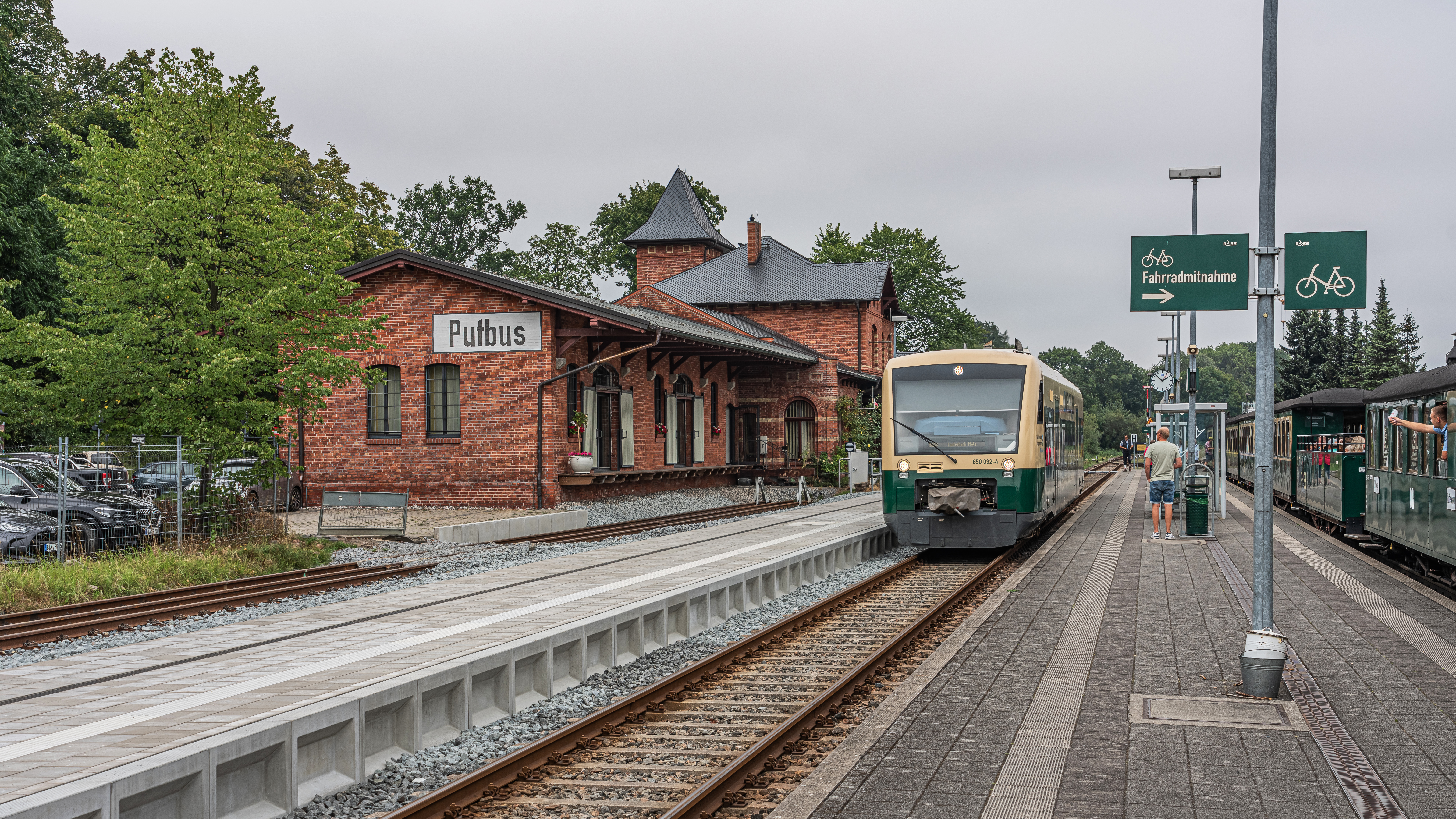
Bahnhof Putbus

### Putbus
Die Gegend von Putbus war bis 1325/26 Teil des Fürstentums Rügen. Erstmals 1286 als Putbus erwähnt, war der Ort Stammsitz einer Adelsfamilie slawischer Herkunft. Die Herren zu Putbus waren den Rügenfürsten besitzrechtlich gleichgestellt und galten als deren Seitenlinie, später bildete sich eine Lehensabhängigkeit heraus. Nach dem Aussterben der Rügenfürsten im 14. Jahrhundert kam Putbus zum Herzogtum Pommern. Mit dem Westfälischen Frieden von 1648 geriet Rügen unter schwedische Herrschaft. 1815 kamen der Ort und Neuvorpommern zur preußischen Provinz Pommern.
Der Stammsitz der Herren von Putbus war das Steinhaus. Es wurde 1371 mehrfach in Urkunden erwähnt. 1416 wandelte sich der Name von „Haus“ zu „Schloss“, das im 15. Jahrhundert gotisch erweitert und Anfang des 17. Jahrhunderts zu dem dreiflügeligen Schloss Putbus umgebaut wurde.
Von 1808 bis 1823 baute Fürst Malte zu Putbus seine Residenz und einen Badeort in Lauterbach nach dem Vorbild von Bad Doberan und Heiligendamm. 1816 wurde dort das erste Seebad auf Rügen eröffnet. 1817/18 ließ Malte das Badehaus Goor errichten. Von 1819 bis 1821 wurde das Residenztheater errichtet und 1826 nochmals umgebaut. Der zwischen 1821 und 1824 errichtete Marstall diente Malte als Pferdestall. Von 1824 bis 1853 ließ er schließlich die Orangerie bauen.
Von 1827 bis 1832 wurde das Schloss im klassizistischen Stil umgebaut. Zwischen 1844 und 1846 erfolgte der Bau der Schlosskirche Putbus (zunächst als Kurhaus). Die Umgestaltung des Schlossparks begann schon 1804, das Affenhaus wurde 1830 fertiggestellt und das Fasanenhaus fünf Jahre später.
Das erste bürgerliche Haus wurde 1810 als kleine Brauerei errichtet. Die Wohnhäuser auf dem „Circus“ wurden zwischen 1815 und 1860 gebaut. 1836 wurde das ehemalige königliche Pädagogium als Bildungseinrichtung eröffnet.
1889 erhielt Putbus Bahnanschluss aus Bergen, 1895 entstand das erste Teilstück der schmalspurigen Kleinbahn Rasender Roland nach Binz.
1823 verlieh der Fürst Putbus die städtische Gerechtigkeit für Handel und Gewerbe, das volle Stadtrecht wurde Putbus erst am 2. Juli 1960 verliehen.

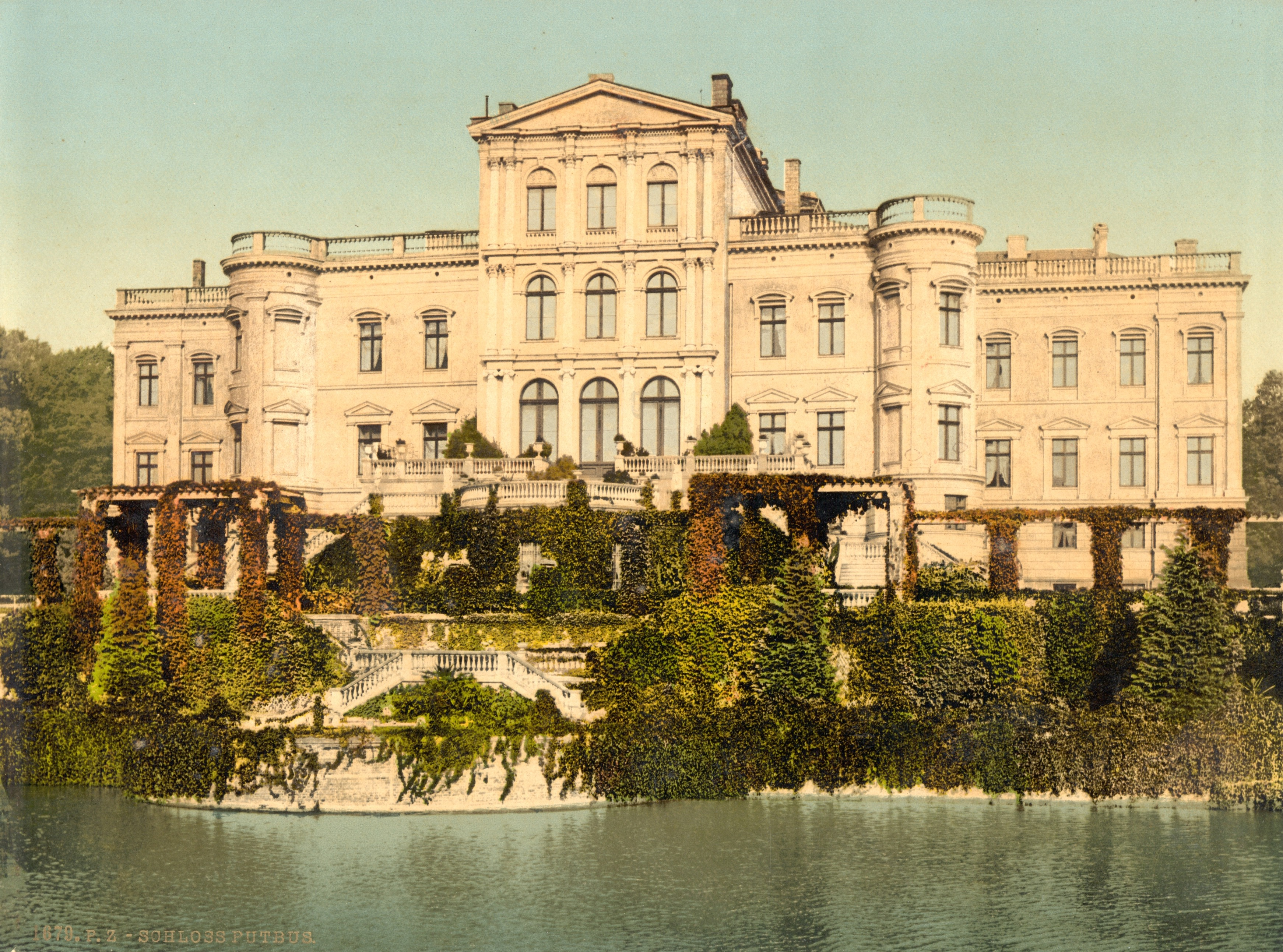
Schloss Putbus um 1900, 1962 gesprengt, bis 1964 abgetragen

1962 wurde das Schloss Putbus gesprengt und bis 1964 dem Erdboden gleichgemacht, so dass nur der Umriss des Gebäudes in der Grünfläche und die Seeterrasse des Schlosses erkennbar sind. Putbus verfügte über ein Theater, einen Schlosspark im englischen Stil, ein Freiwildgehege und eine Orangerie.
Schrittweise wurde ab 1991 der historische Stadtkern mit dem Circus, dem Marktplatz mit dem Rathaus, der Orangerie und dem Marstall als Theater im Rahmen der Städtebauförderung und des Programms Städtebaulicher Denkmalschutz grundlegend saniert. Auch die weißen Fassaden wurden beibehalten bzw. aufgefrischt, sie bieten ein geschlossenes Stadtzentrum in Weiß.
Seit 1997 ist Putbus ein staatlich anerkannter Kurort.
In den 2010er Jahren befand sich in dem damaligen ersten bürgerlichen Wohnhaus das IT-College Putbus.
Von 1818 bis 1947 war Putbus Teil des Landkreises Rügen in der preußischen Provinz Pommern, dann bis 1952 im Land Mecklenburg. Von 1952 bis 1955 war die Stadt Verwaltungssitz des Kreises Putbus im neu gegründeten DDR-Bezirk Rostock. Der Kreis Putbus wurde am 1. Januar 1956 mit dem Kreis Bergen zum Kreis Rügen vereinigt. Von 1956 bis 1989 gehörte Putbus zum Kreis Rügen im Bezirk Rostock, 1990 bis 2011 zum Landkreis Rügen im Land Mecklenburg-Vorpommern. Seit der Kreisgebietsreform 2011 liegt die Stadt im Landkreis Vorpommern-Rügen.

### Ortsteile (Auswahl)
Krimvitz mit dem Gut gehörte der Familie von Platen. Gottlieb von Platen wurde hier geboren, bekannt als Offizier aus der Zeit der Befreiungskriege von 1813. Er war der Sohn von Bogislaw von Platen, dem Herren von Krimvitz. Später wechselte das Gut seine Besitzer und kam zur Familie zu Putbus, bis es nach 1945 aufgesiedelt wurde.
Pastitz mit dem Gut war bis 1945, außer zwischen 1442 und 1532, im Besitz der Familie von Putbus. Das neobarocke Gutshaus verkam nach 1987 und wurde 2004–2006 saniert.
Posewald mit dem Gut war im Besitz der Familie von Putbus (bis 1327, ab dem 15. Jh. und nach 1850 bis 1945). Die Stadt Stralsund besaß das Gut im 17. Jahrhundert bis 1687. Das markante Gutshaus stammt aus der 2. Hälfte des 19. Jahrhunderts. Nach 1945 bis in die 1990er Jahre wurde es mit Wohnungen belegt. 2001 pachtete und sanierte der Förderverein Modellregion Rügen das Haus.

## Bevölkerung
| Jahr | Einwohner |
| ---- | --------- |
| 1962 | 6.100     |
| 1976 | 5.500     |

| Jahr | Einwohner |
| ---- | --------- |
| 1990 | 5188      |
| 1995 | 5044      |
| 2000 | 4949      |
| 2005 | 4803      |
| 2010 | 4624      |
| 2015 | 4370      |

| Jahr | Einwohner |
| ---- | --------- |
| 2020 | 4487      |
| 2021 | 4499      |
| 2022 | 4531      |
| 2023 | 4492      |

Stand: 31. Dezember des jeweiligen Jahres

## Politik

### Stadtvertretung

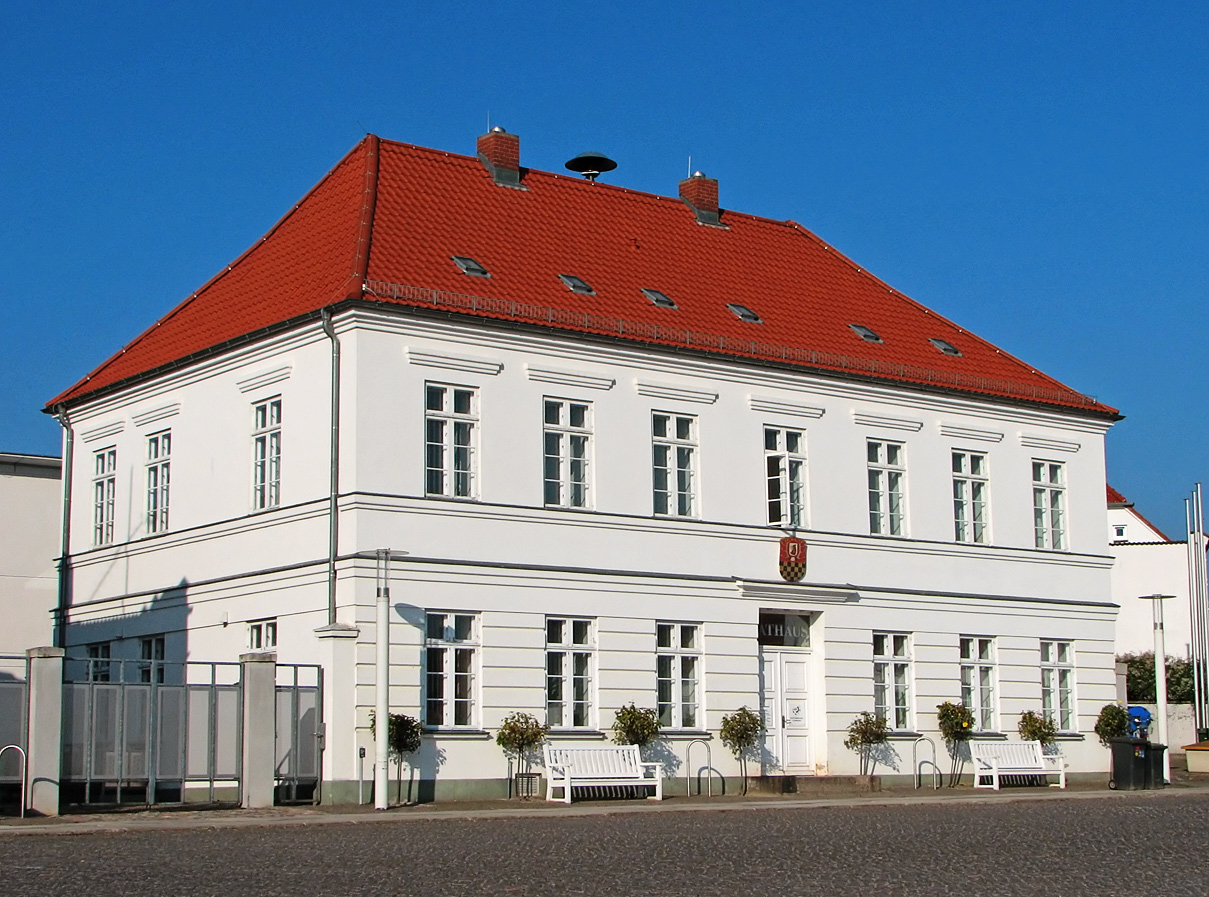
Rathaus

Die Stadtvertretung von Putbus besteht aus 15 Mitgliedern. Die Kommunalwahl am 9. Juni 2024 führte bei einer Wahlbeteiligung von 63,2 % zu folgendem Ergebnis:
| Partei / Wählergruppe          | Stimmenanteil 2014 | Sitze 2014 |  | Stimmenanteil 2019 | Sitze 2019 |  | Stimmenanteil 2024 | Sitze 2024 |
| ------------------------------ | ------------------ | ---------- |  | ------------------ | ---------- |  | ------------------ | ---------- |
| Unser Wissen für Putbus (UwfP) | 08,1 %             | 1          |  | 16,6 %             | 3          |  | 32,9 %             | 5          |
| CDU                            | 35,8 %             | 5          |  | 39,8 %             | 6          |  | 29,8 %             | 4          |
| AfD                            | –                  | –          |  | –                  | –          |  | 18,5 %             | 3          |
| Einzelbewerber Horst Korn      | .                  | –          |  | 09,8 %             | 1          |  | 05,3 %             | 1          |
| Die Linke                      | 11,4 %             | 2          |  | 10,2 %             | 2          |  | 05,2 %             | 1          |
| Bündnis 90/Die Grünen          | 05,0 %             | 1          |  | 08,5 %             | 1          |  | 04,1 %             | 1          |
| SPD                            | 14,3 %             | 2          |  | 07,6 %             | 1          |  | 02,6 %             | –          |
| FDP                            | 04,4 %             | 1          |  | 04,2 %             | 1          |  | 01,7 %             | –          |
| Einzelbewerber                 | .                  | –          |  | 03,3 %             | –          |  | –                  | –          |
| Zukunft für Putbus             | 07,6 %             | 1          |  | –                  | –          |  | –                  | –          |
| Bündnis für Rügen (BfR)        | 05,7 %             | 1          |  | –                  | –          |  | –                  | –          |
| Insgesamt                      | 100 %              | 14         |  | 100 %              | 15         |  | 100 %              | 15         |

### Bürgermeister
- 1994–2001: Gerhard Reese (SPD)
- 2001–2015: Harald Burwitz (FDP)[11]
- seit 2015: Beatrix Wilke (parteilos)

Wilke wurde in der Bürgermeisterstichwahl am 27. September 2015 mit 50,7 % der gültigen Stimmen für eine Amtszeit von sieben Jahren gewählt.

### Wappen
Das Wappen von Putbus wurde am 9. Dezember 1938 durch den Oberpräsidenten in Stettin genehmigt und unter der Wappenrolle Nr. 195 von Mecklenburg-Vorpommern registriert.
Das Wappen hat die folgende Blasonierung: „Geteilt; oben in Rot, zwischen einem zwölfendigen Hirschgeweih mit Grind, ein silberner Schild darin ein goldbewehrter roter Greifenkopf; unten geschacht von Schwarz und Gold.“

### Flagge
Die Flagge der Stadt Putbus ist gleichmäßig längsgestreift von Schwarz und Gold (Gelb). In der Mitte des Flaggentuchs liegt, auf jeweils zwei Drittel der Höhe des schwarzen und des goldenen (gelben) Streifens übergreifend, das Stadtwappen. Die Länge des Flaggentuchs verhält sich zur Höhe wie 5:3.

### Städtepartnerschaften
Putbus unterhält Städtepartnerschaften mit den Städten Eutin in Deutschland und Rewal in Polen. Die Partnerschaft mit Eutin besteht seit dem 3. Oktober 1990. Die Partnerschaft mit Rewal wurde am 23. Mai 2002 geschlossen.

## Sehenswürdigkeiten und Kultur

### Putbus
Schlosspark

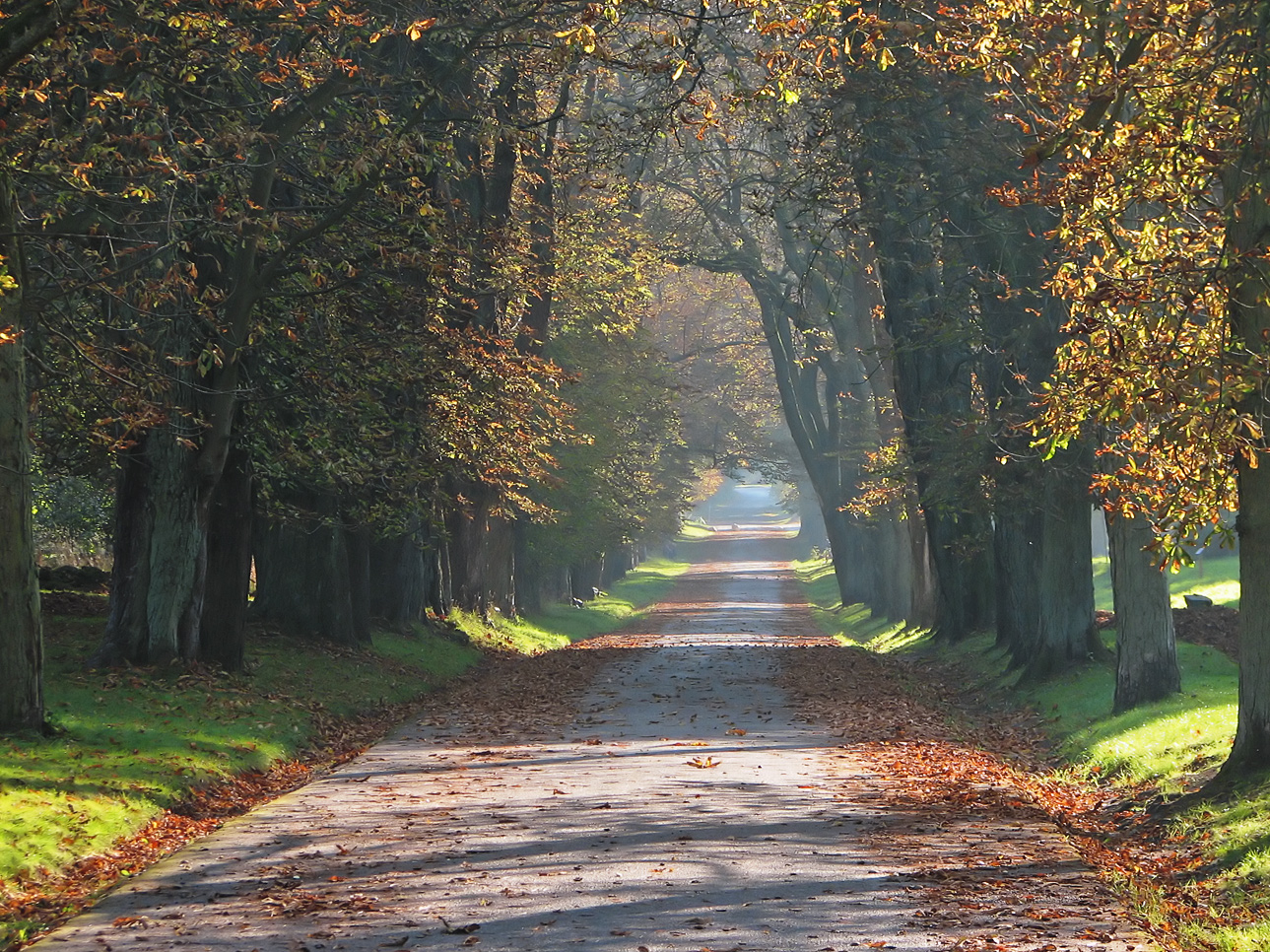
Kastanienallee im Schlosspark

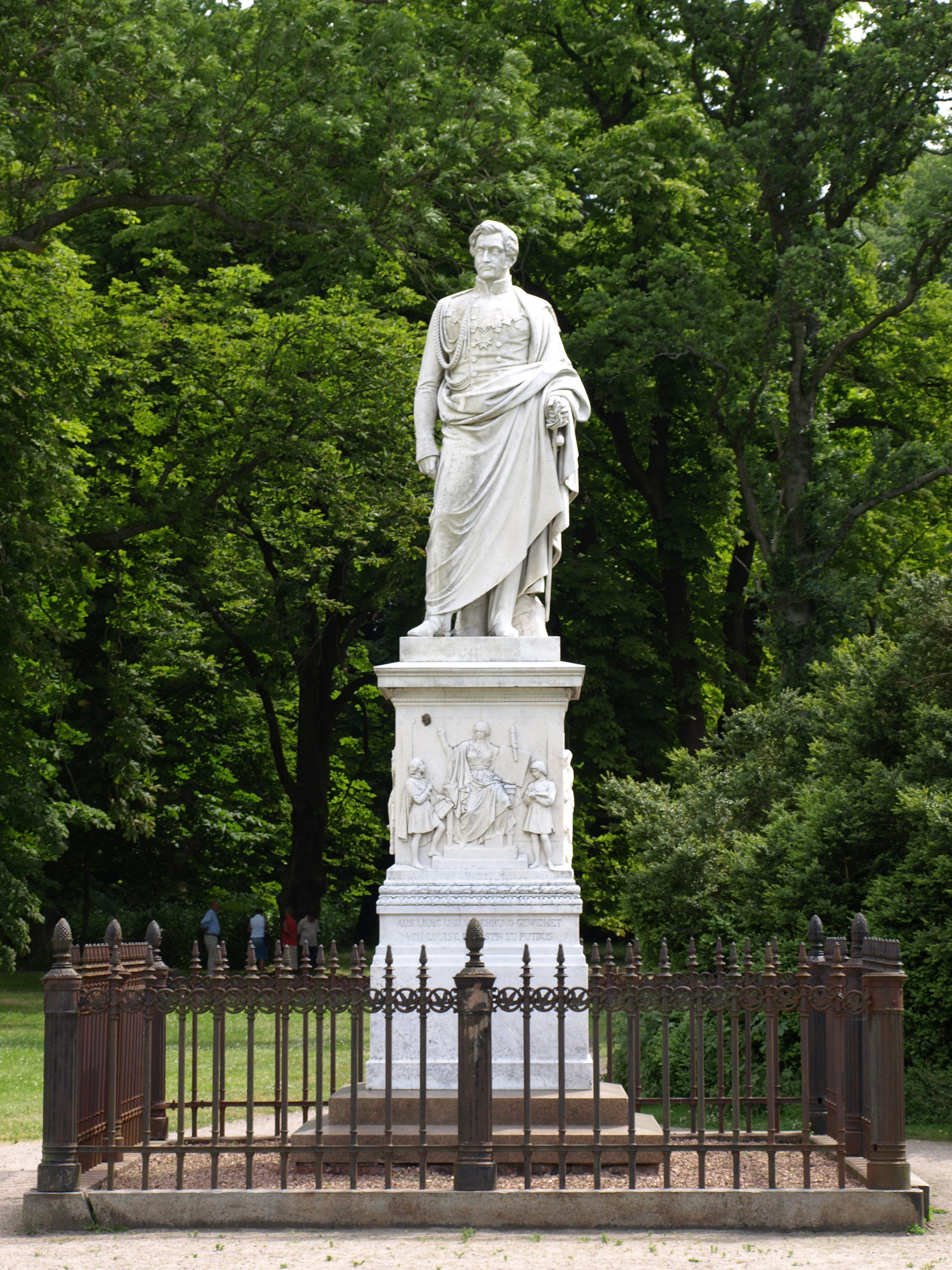
Statue des Gründers, Fürst Wilhelm Malte I., 1859 errichtet von Friedrich Drake

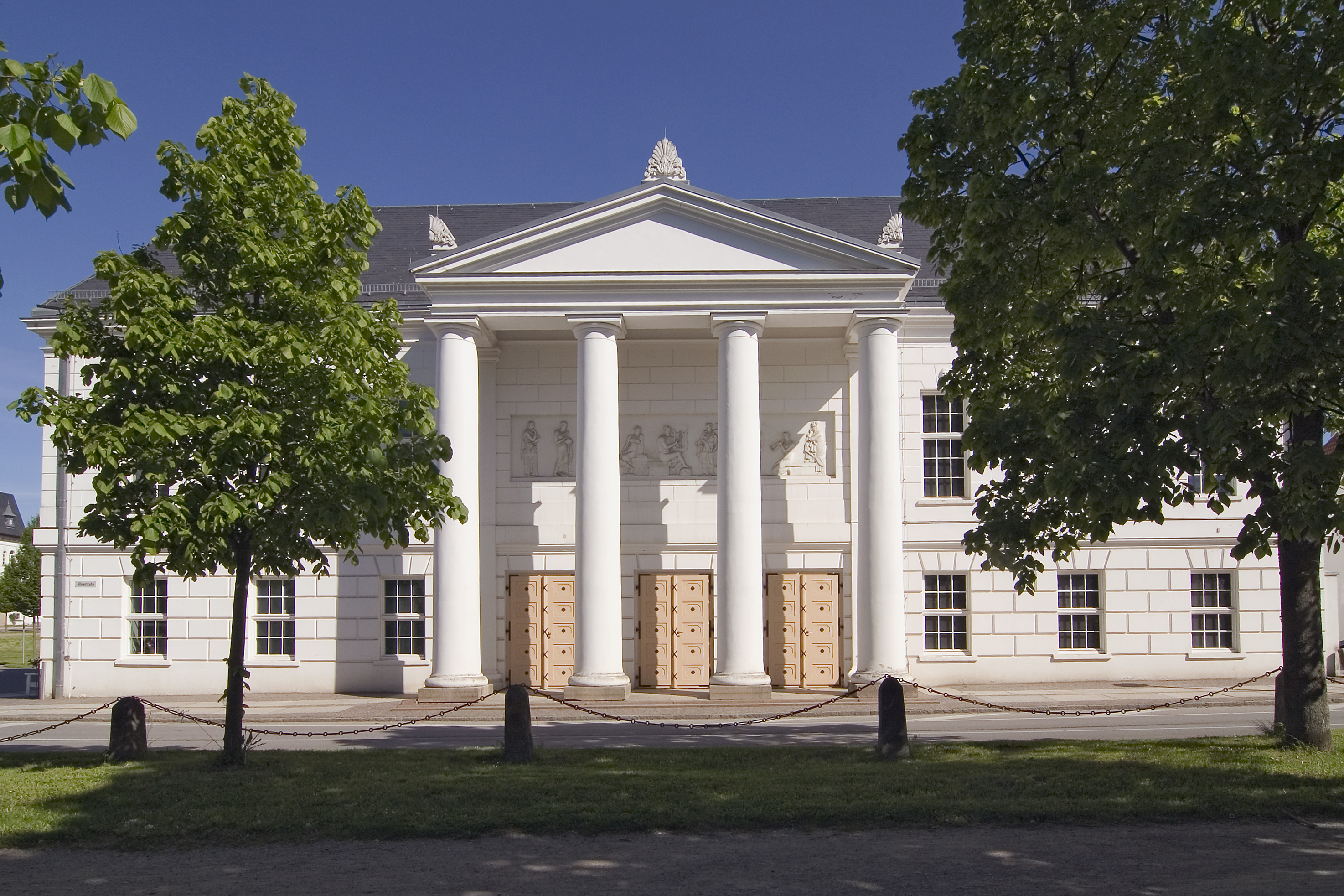
Theater von Putbus

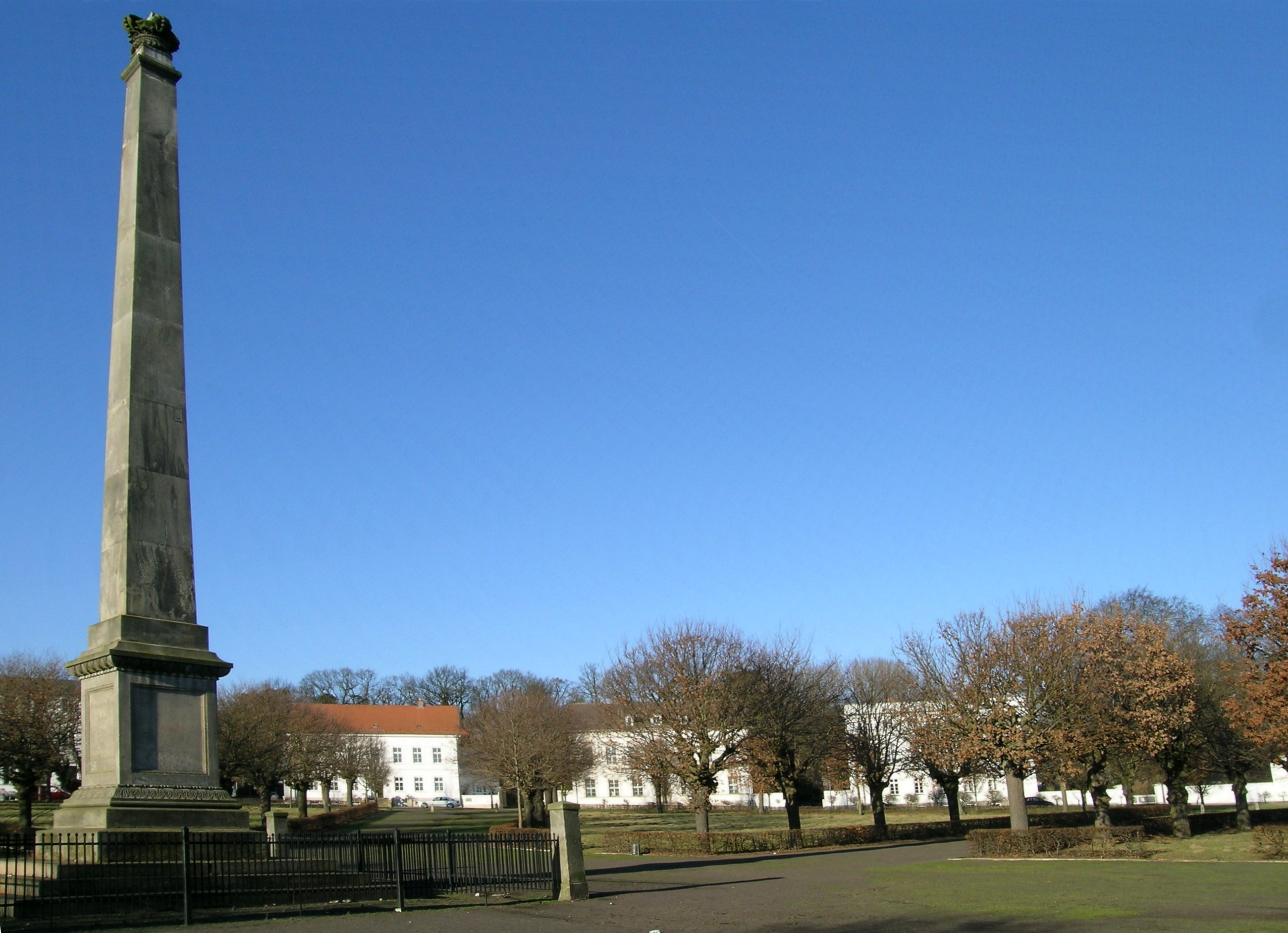
Häuser am Circus und Platz mit Obelisk

Der Schlosspark im Stil eines französischen Parks angelegt. Er wurde ab 1804 auf Veranlassung Wilhelm Malte I. im Stil eines englischen Landschaftsparks umgestaltet. Erhalten sind  die Orangerie von 1824, der Marstall von 1824, das Mausoleum von 1867, die Schlosskirche von 1846, die Pfarrkirche sowie das Affen- und das Vogelhaus von 1830/35. Das Schloss Putbus wurde 1962 abgerissen. Weiterhin bietet der Park weitere dendrologische Besonderheiten wie Riesen- und Urweltmammutbaum, Zedern, gelbblühende Rosskastanien sowie Tulpenbäume. Dem Schlosspark angegliedert ist ein Wildgehege, in dem Rot- und Damwild leben.
Orangerie

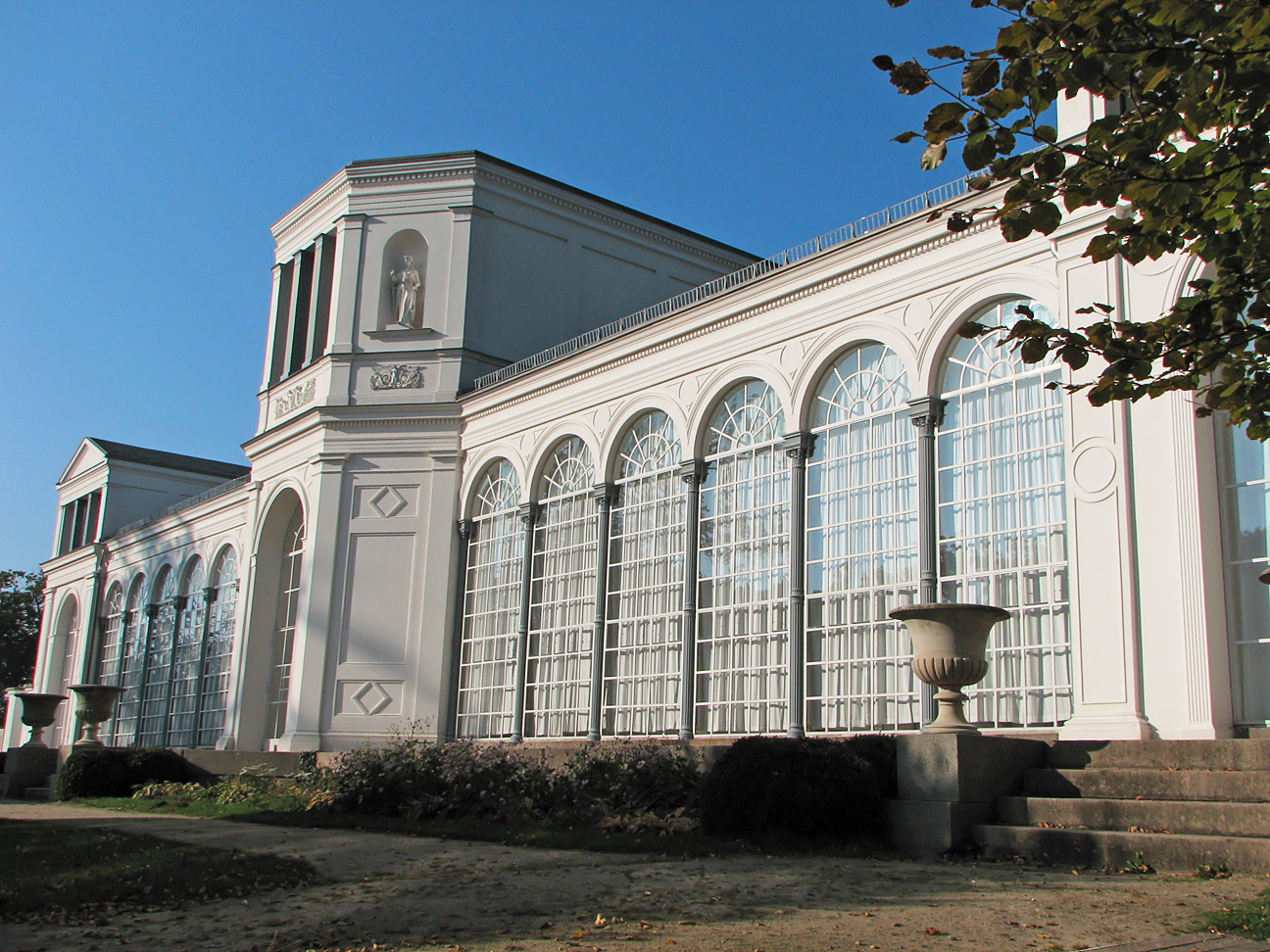
Orangerie Putbus

Die Orangerie Putbus ist ein klassizistisches Bauwerk von 1853 und wird als Ausstellungs- und Veranstaltungsgebäude genutzt.
Marstall
Der Marstall Putbus diente der Unterbringung von Pferden, Geschirren und Kutschen der Fürstenfamilie und ihrer Gäste sowie der Unterkunft des Pferdepflegepersonals. Zum Umfeld des Marstalls im Putbusser Schlosspark gehörten auch die Reitbahn und die alte Schmiede. 1817 fand in einer Remise des alten Reitstalls die erste Aufführung von Schauspielstücken für Gäste statt. Nach dem Abriss begann um 1821–1824 der Neubau des Marstalls im Stil des Klassizismus mit 16 Rundbogenfenstern und drei Rundbogenportalen vermutlich nach Plänen des Berliner Architekten Johann Gottfried Steinmeyer. Den östlichen Giebel des Gebäudes schmückt ein Tondo mit Pferderelief.
Schlosskirche
Die Christus-Kirche ist eine aus dem 19. Jahrhundert stammende dreischiffige Kirche. Sie befindet sich im Schlosspark und war ursprünglich das Kurhaus des Ortes.
Mausoleum
Ursprünglich diente die Kirche St. Maria Magdalena in Vilmnitz als Familiengrab der Familie von Putbus. Erst 1867 entstand auf dem Gelände des Schlossparks das heute noch erhaltene Mausoleum im neogotischen Stil. Als erstes Mitglied der Familie wurde dort 1868 Wanda von Putbus beigesetzt, die Ehefrau des Fürsten Wilhelm Malte II. zu Putbus (1833–1907).
Ehemaliges Schloss Putbus
Das Schloss Putbus im Schlosspark war der ehemals herrschaftliche Sitz der Fürsten von Putbus. Das Gebäude wurde 1962 gesprengt und bis 1964 abgetragen. Die ursprüngliche Lage des Schlosses wird heute mit Hilfe von Metallpfosten gekennzeichnet, die den Umriss des Gebäudes in der heutigen Grünfläche verdeutlichen. Erhalten ist nur die Seeterrasse des Schlosses.
Residenztheater
Das Theater Putbus ist ein bedeutendes historisches Theater und wird heute als Spielstätte des Theaters Vorpommern und des Weiteren als Gastspieltheater genutzt.
Circus

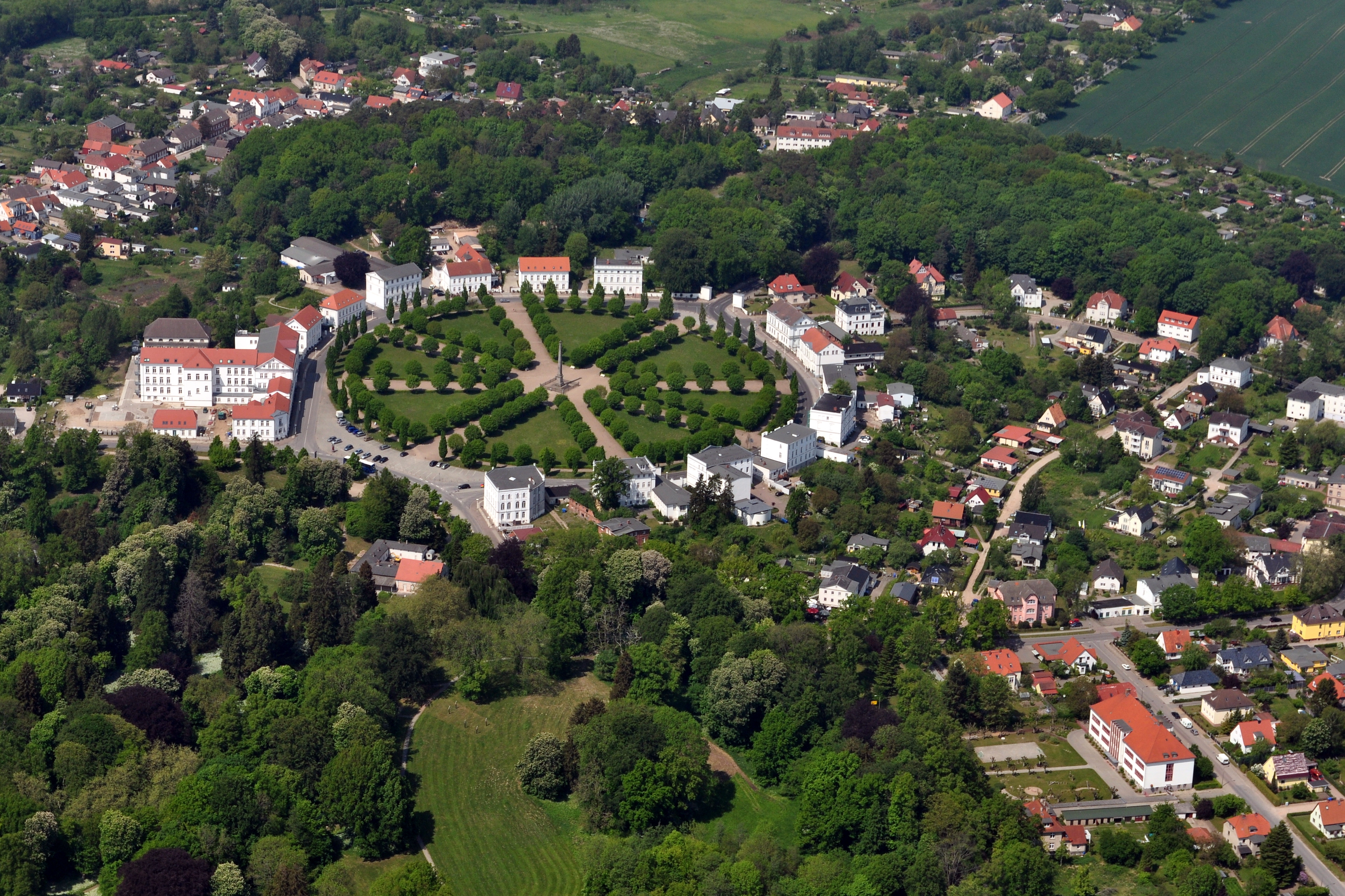
Circus Putbus (2011), links das Pädagogium Putbus

Klassizistische Gebäude säumen diesen kreisrunden Platz, auf dem sämtliche Straßen zusammenlaufen. Eine streng gegliederte Parkanlage füllt den inneren Ring des Platzes aus, dessen Mittelpunkt durch einen hoch aufragenden Obelisken markiert ist. Der Circus Putbus gilt als der letzte einheitlich ausgeführte Rondellplatz in Deutschland, den Fürst Wilhelm Malte I. im Zusammenhang mit der Gründung des Pädagogiums nach dem Vorbild des „Circus“ im englischen Badeort Bath und französischer Anlagen ab 1828 anlegen und im Wesentlichen bis 1845 mit klassizistischen Häusern umbauen ließ. Alle Gebäude, die zur Zeit von Fürst Malte I. gebaut wurden, befinden sich auch heute noch dort, nur bekamen die Gebäude andere Aufgaben. Das Königliche Pädagogium Putbus beherbergte bis 2014 das IT-College Putbus. Das Nebenalumnat des Königlichen Pädagogiums, das um 1835 von Schiffer Wilcken erbaut wurde, ist heute Sitz des IT-Science-Centers.
Gebäude am Circus

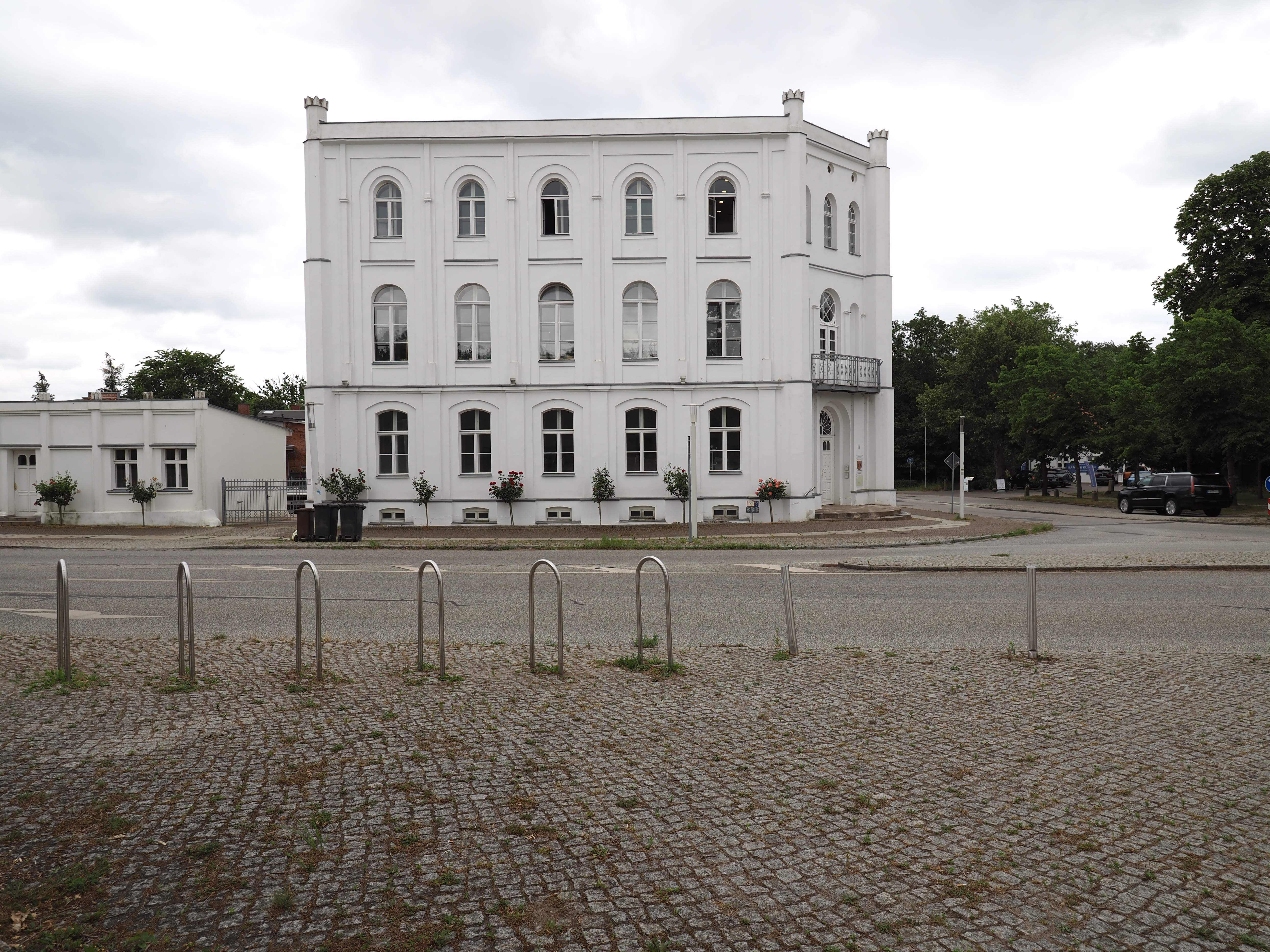
Nr. 1, ehem. Kronprinzenpalais
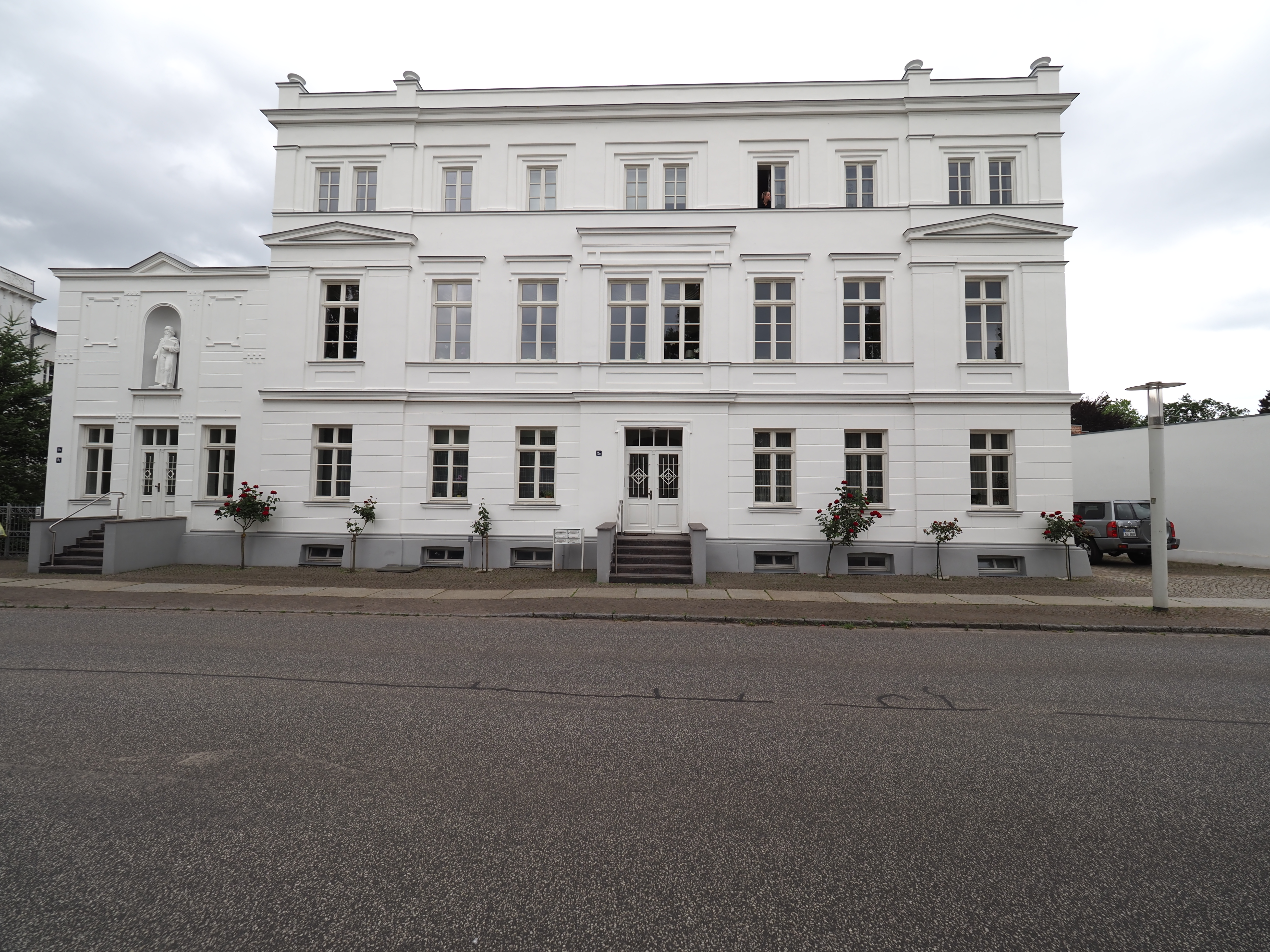
Nr. 2a, 2b, 2c
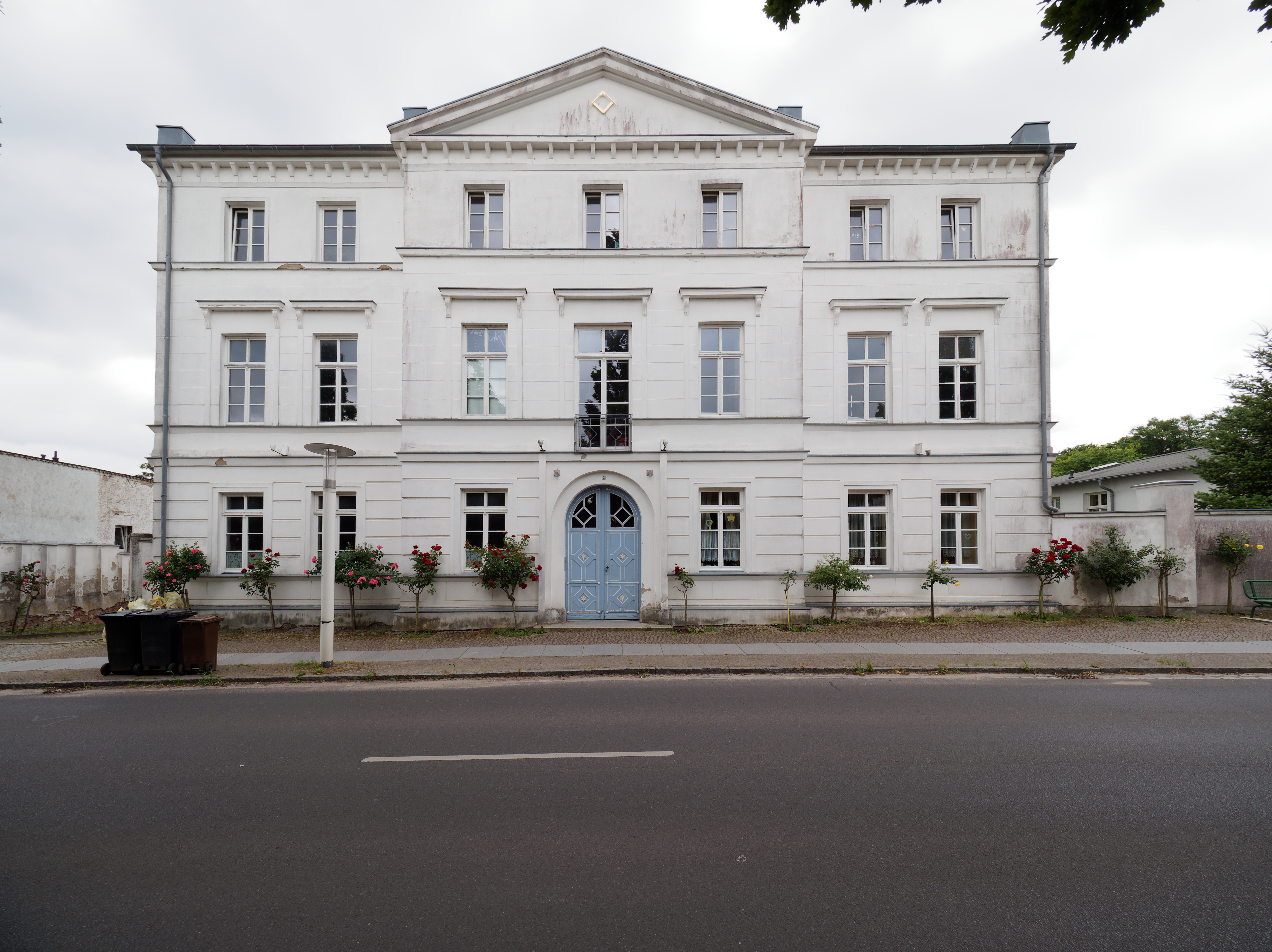
Nr. 3, ehem. Logenhaus
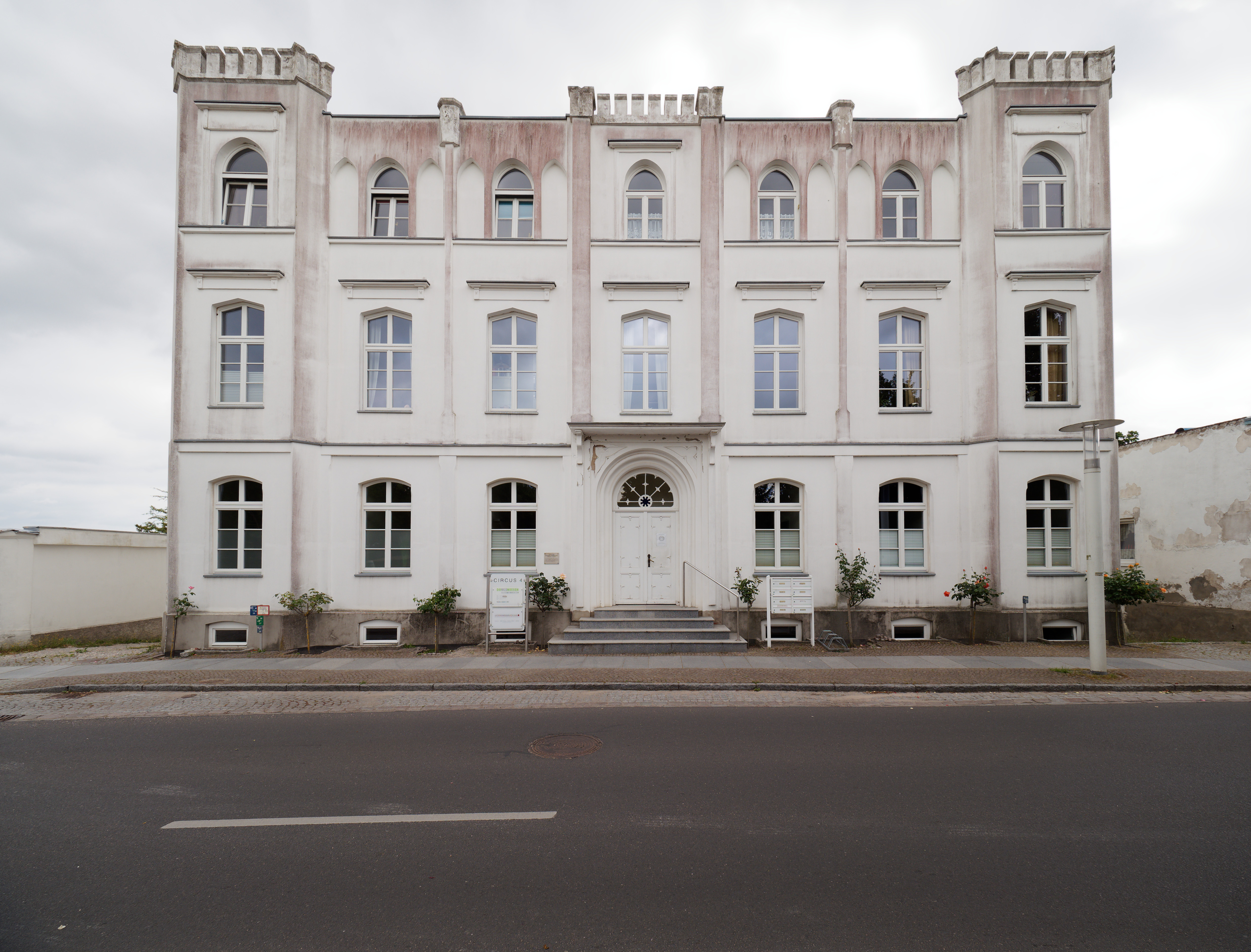
Nr. 4
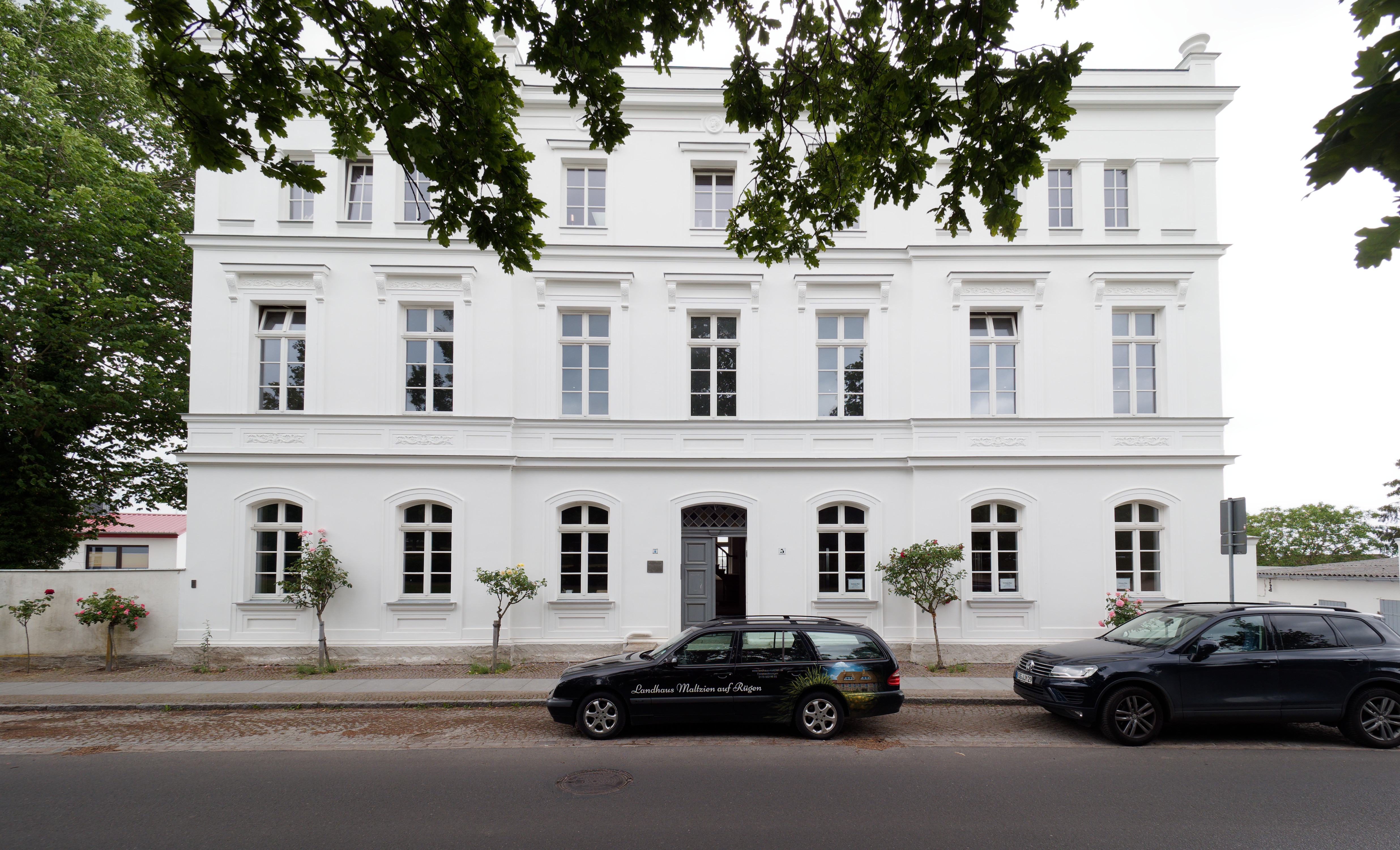
Nr. 5
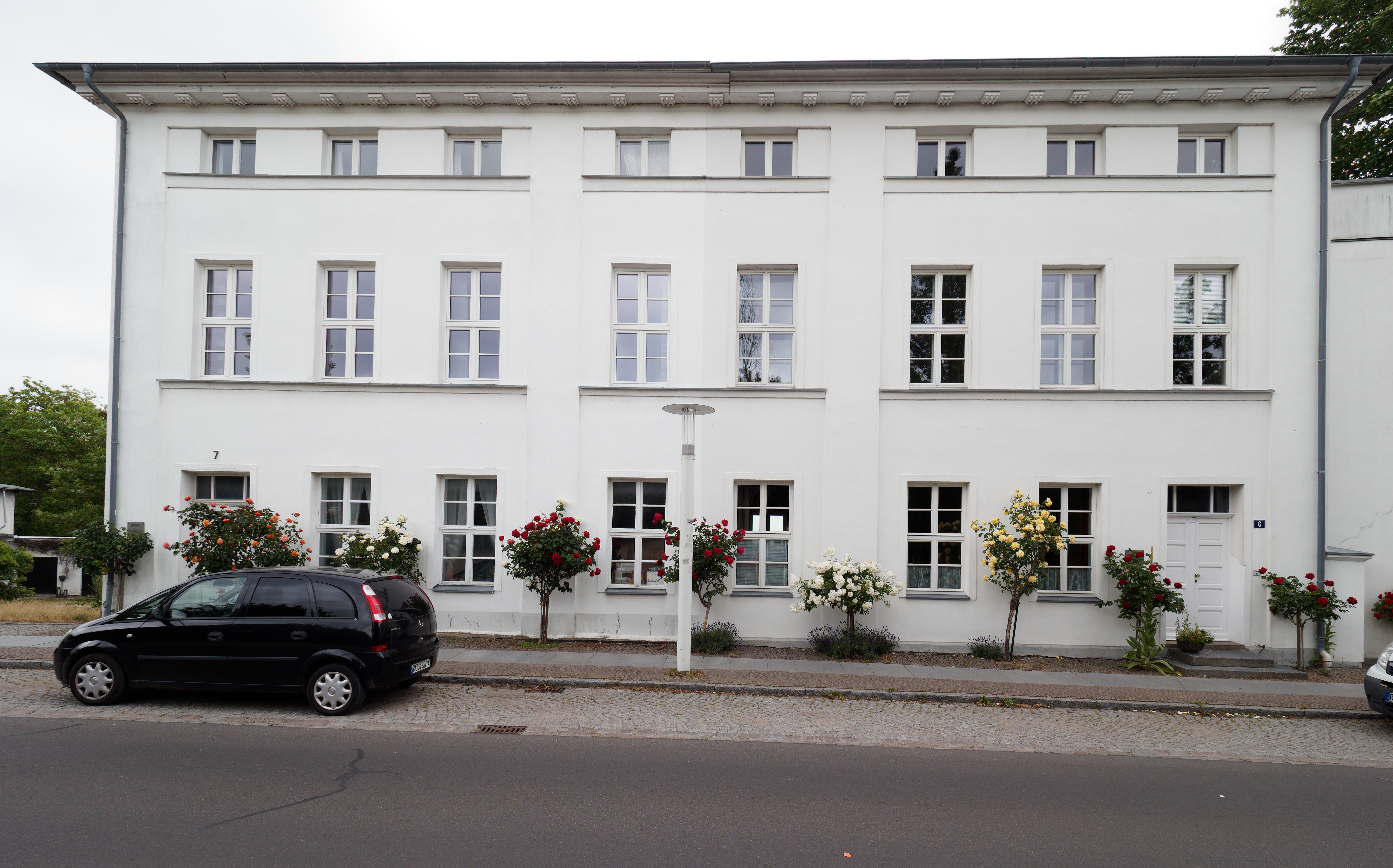
Nr. 6 und 7
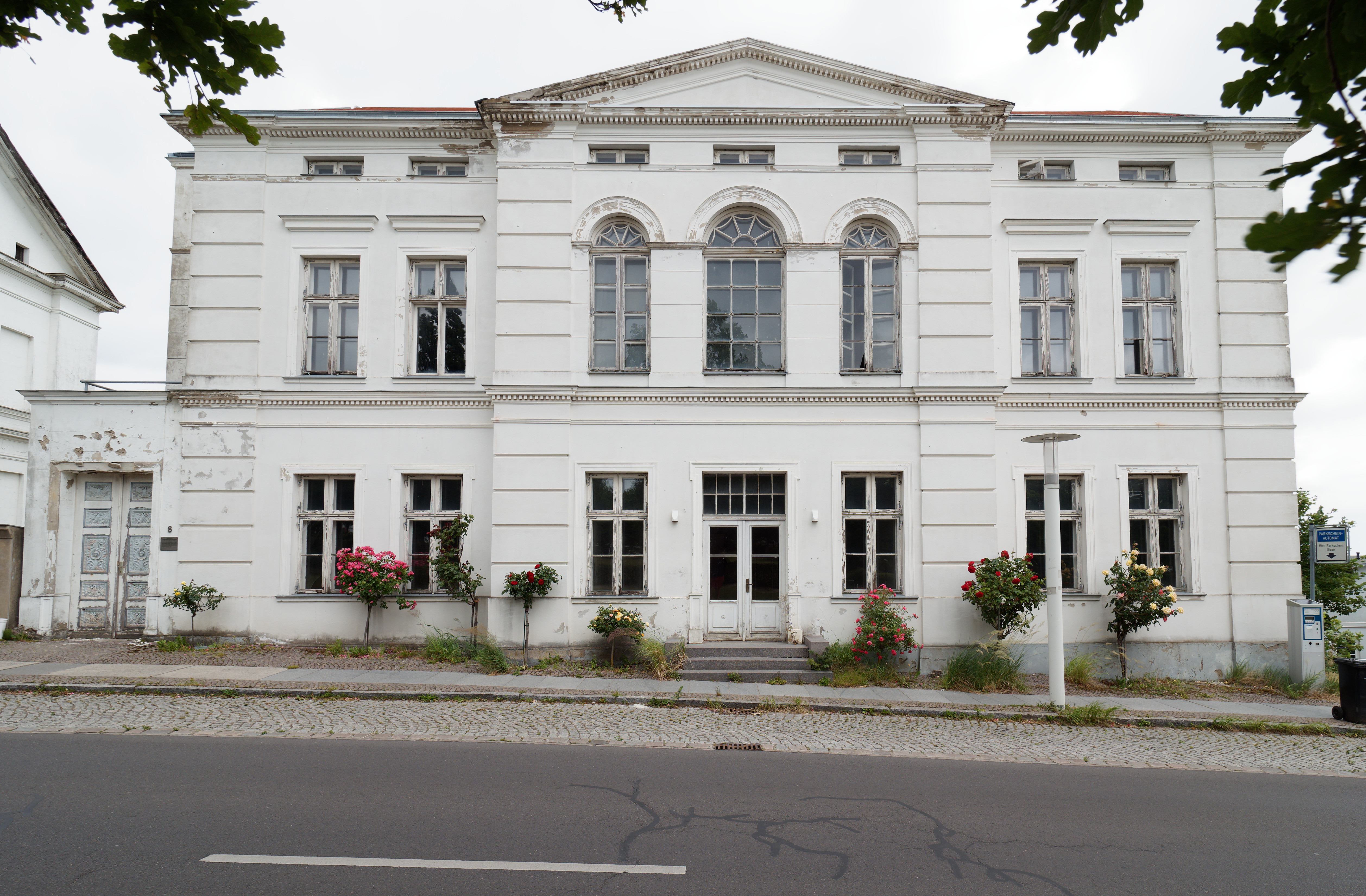
Nr. 8, Wohnhaus
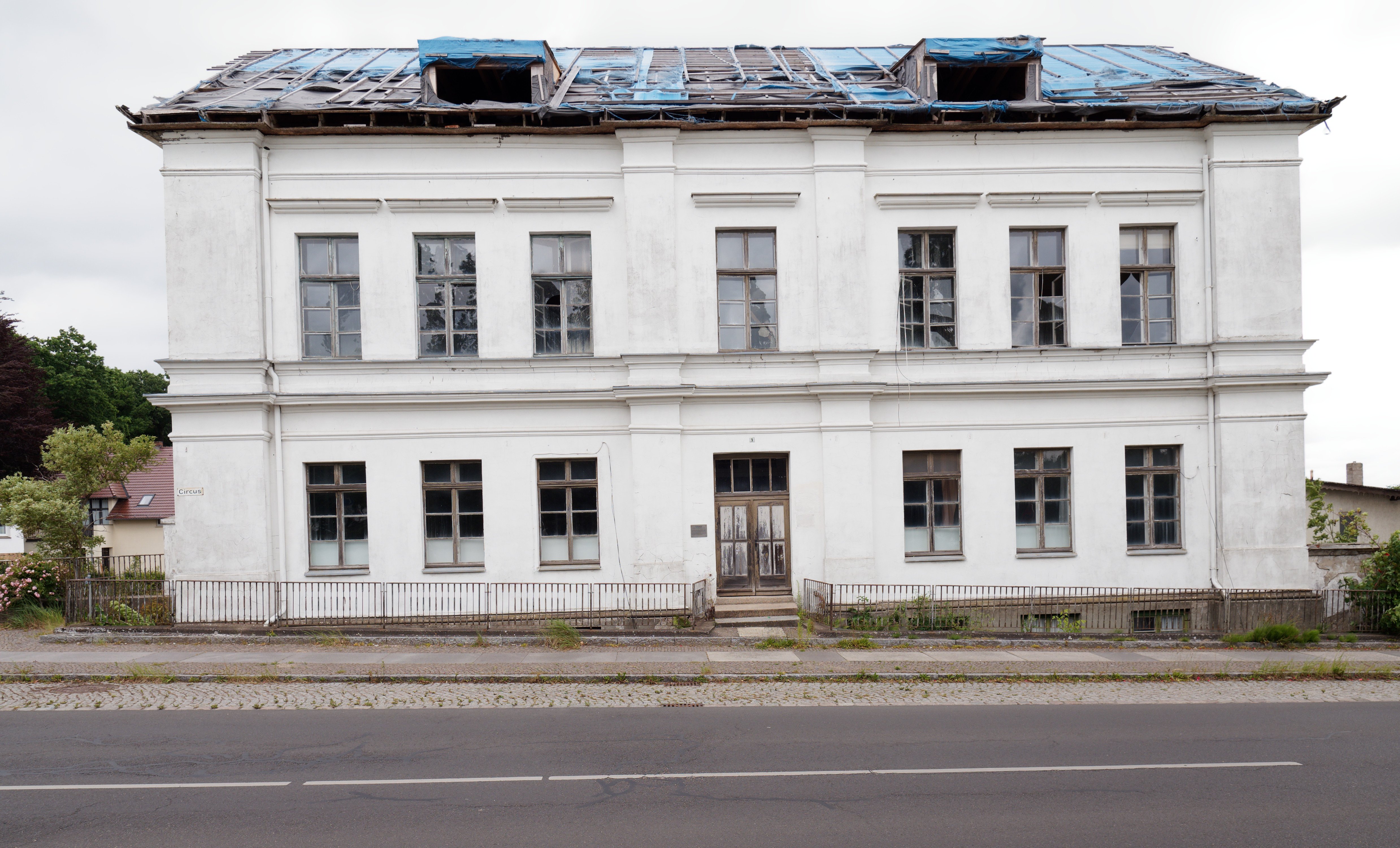
Nr. 9, Wohnhaus
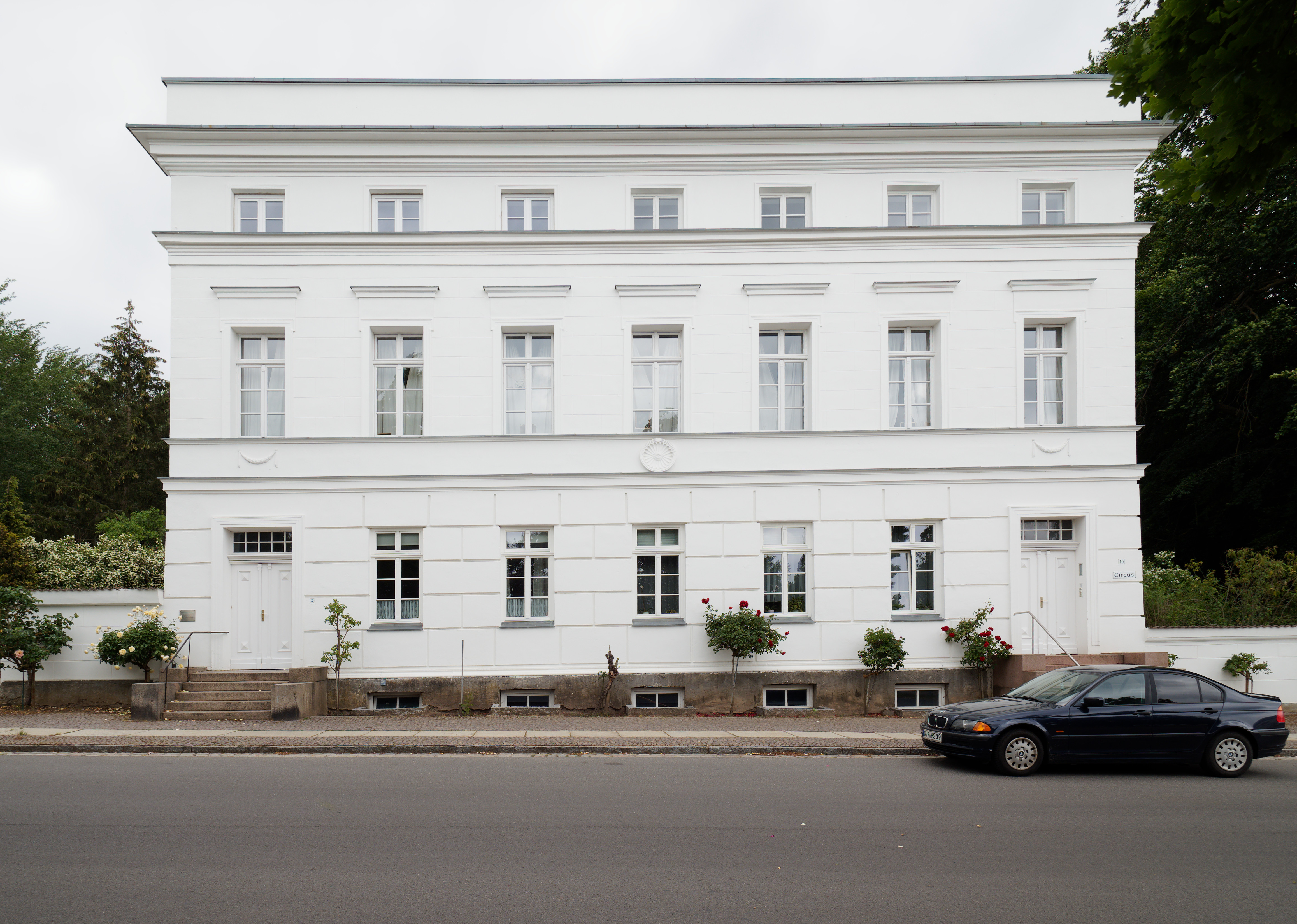
Nr. 10
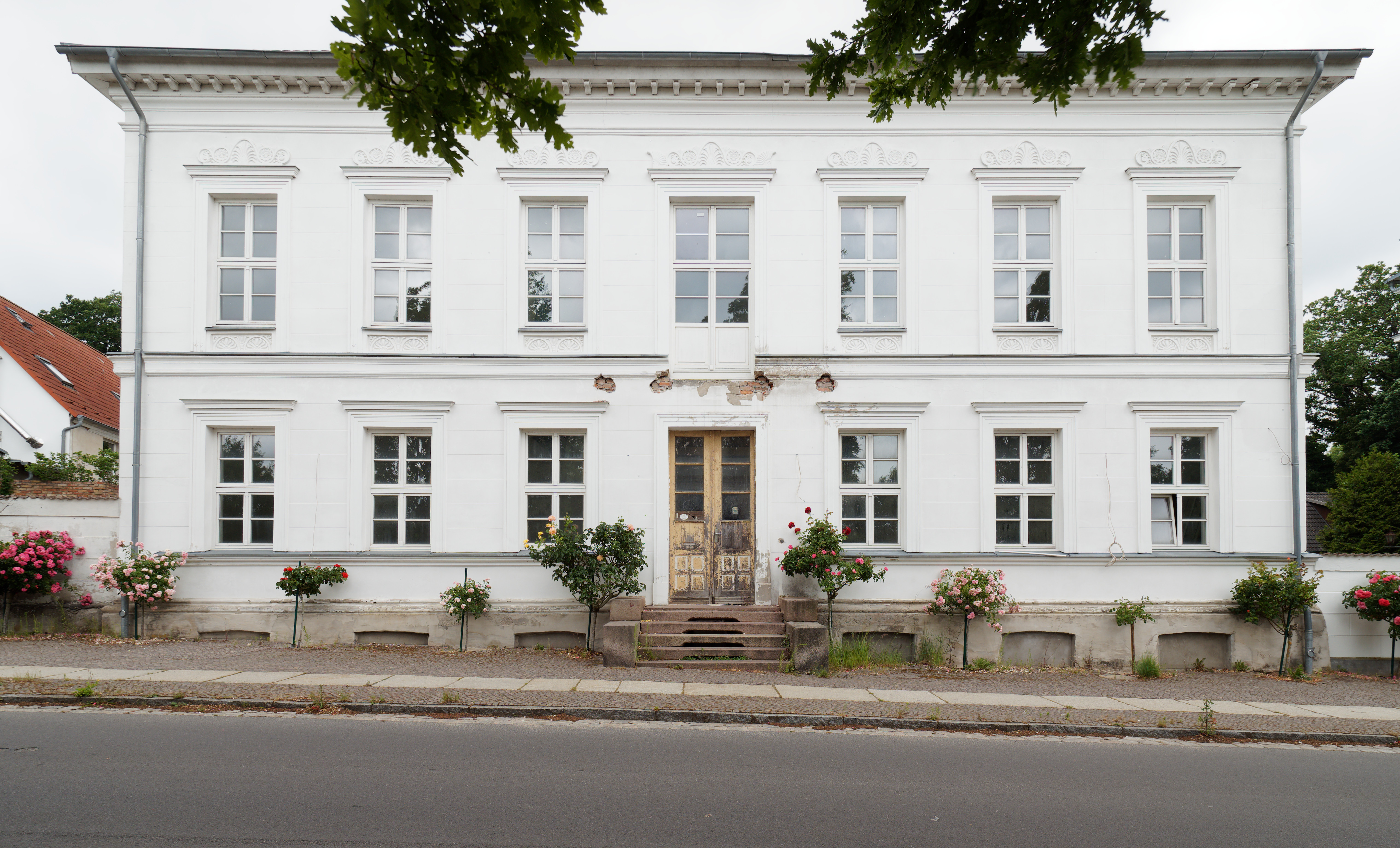
Nr. 11
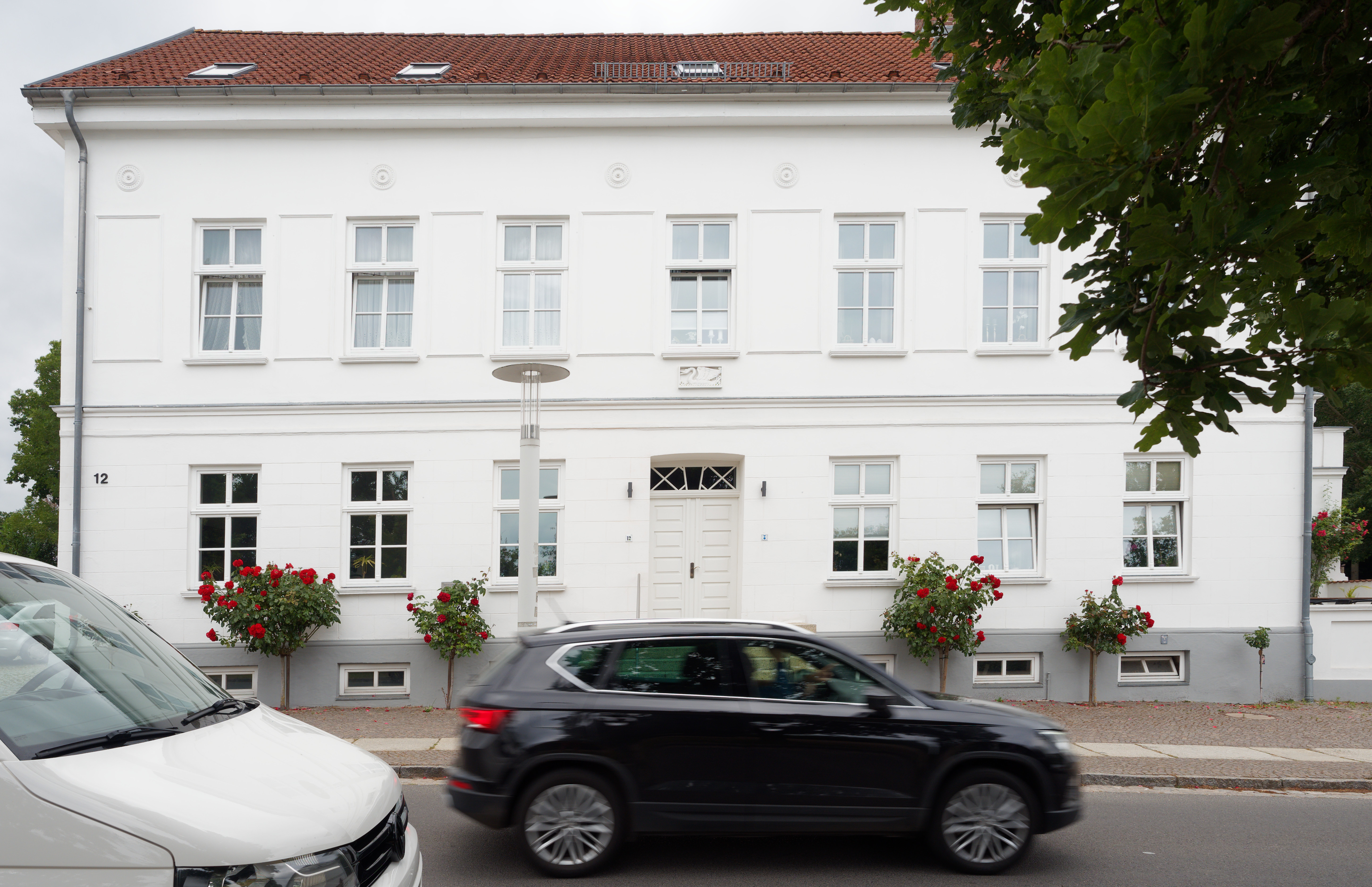
Nr. 12, Café-Restaurant
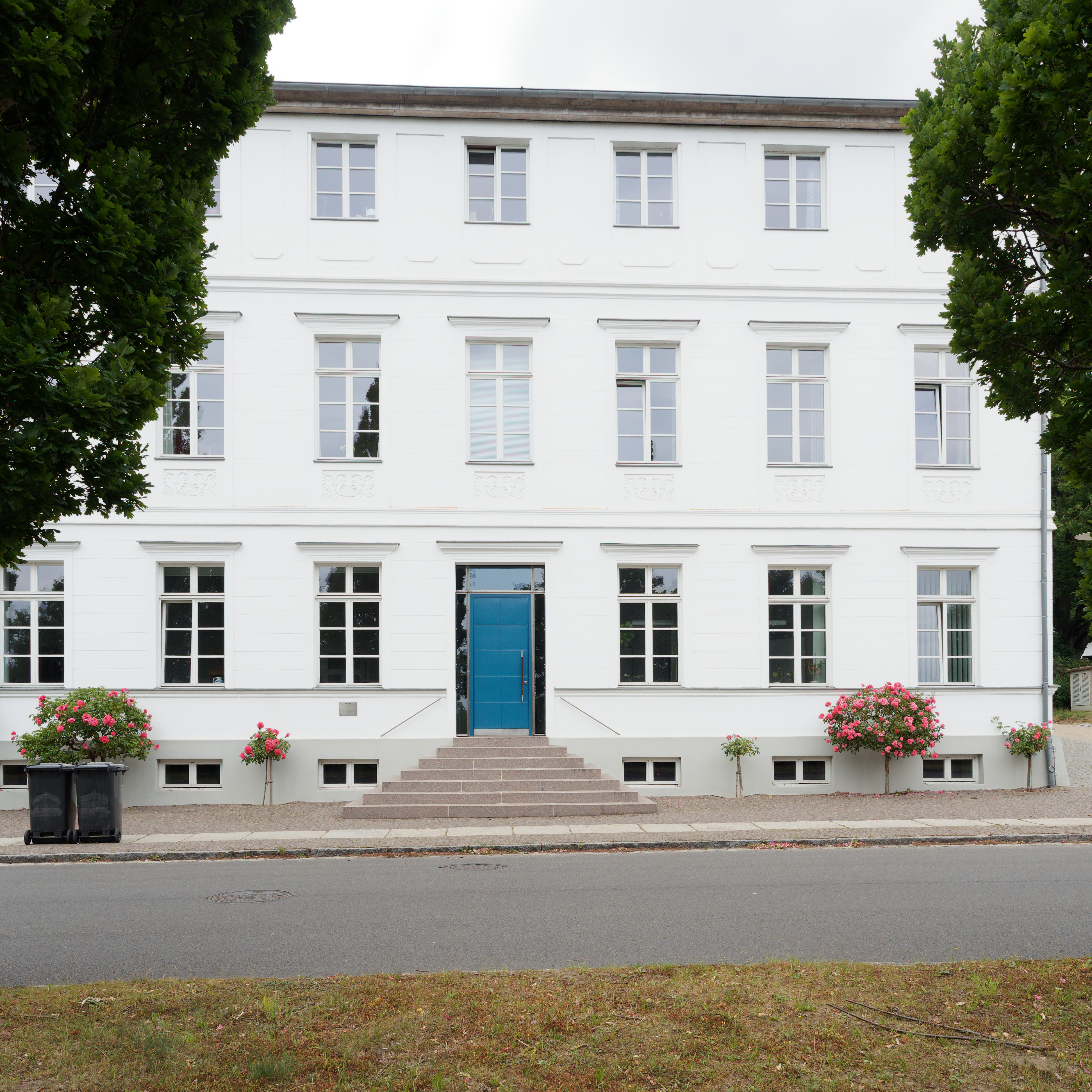
Nr. 13, Druckhaus
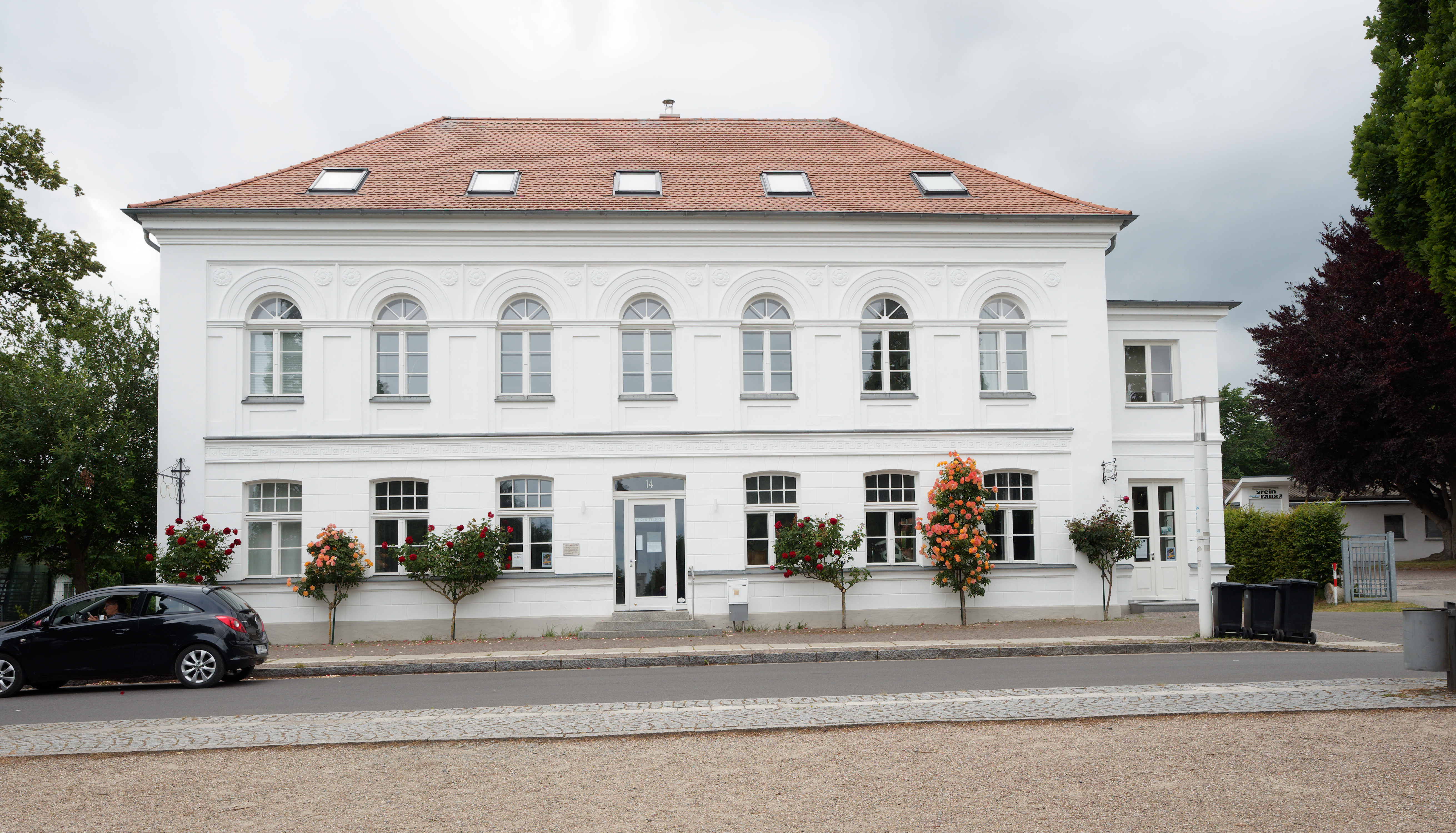
Nr. 14
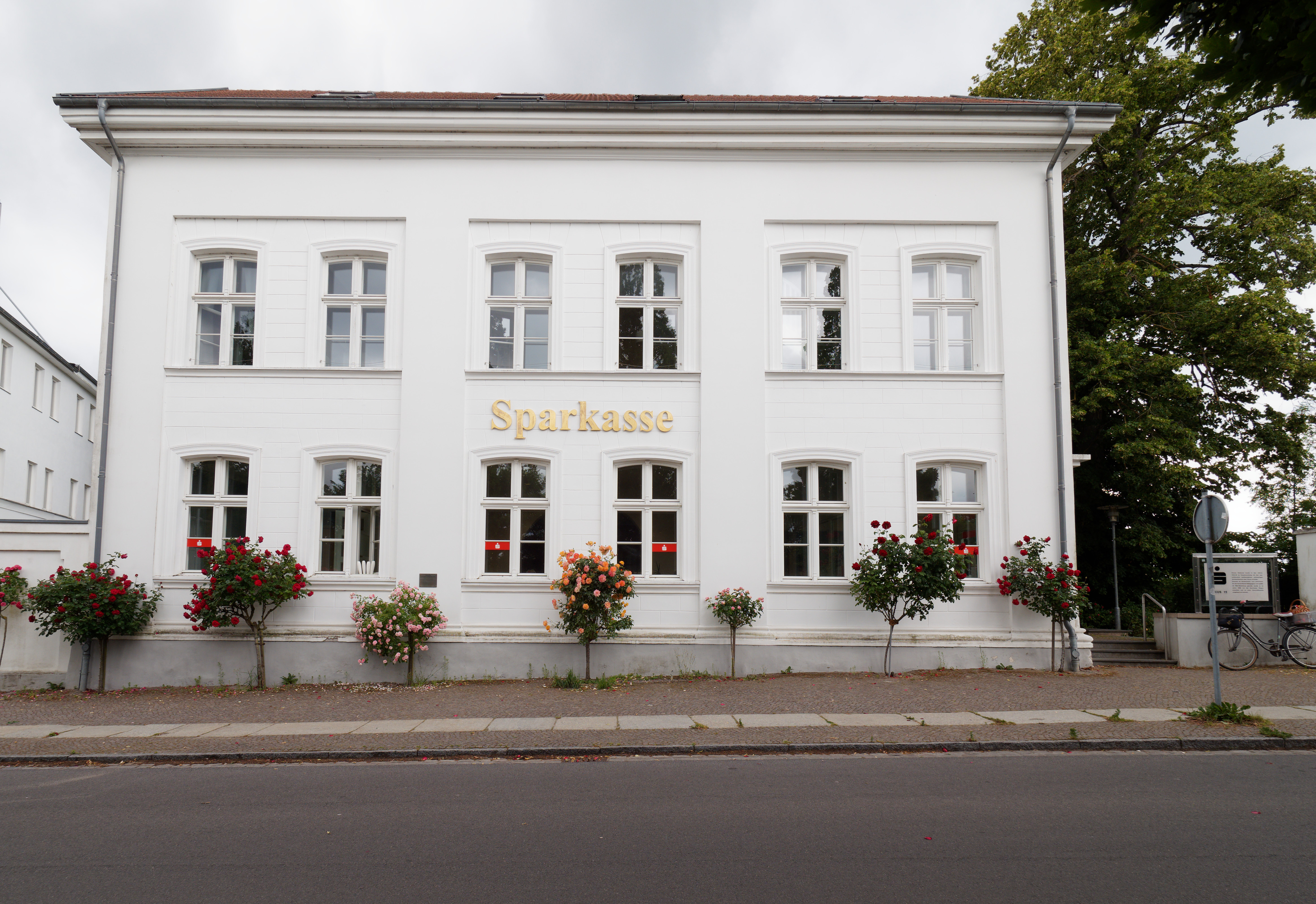
Nr. 15, Sparkasse
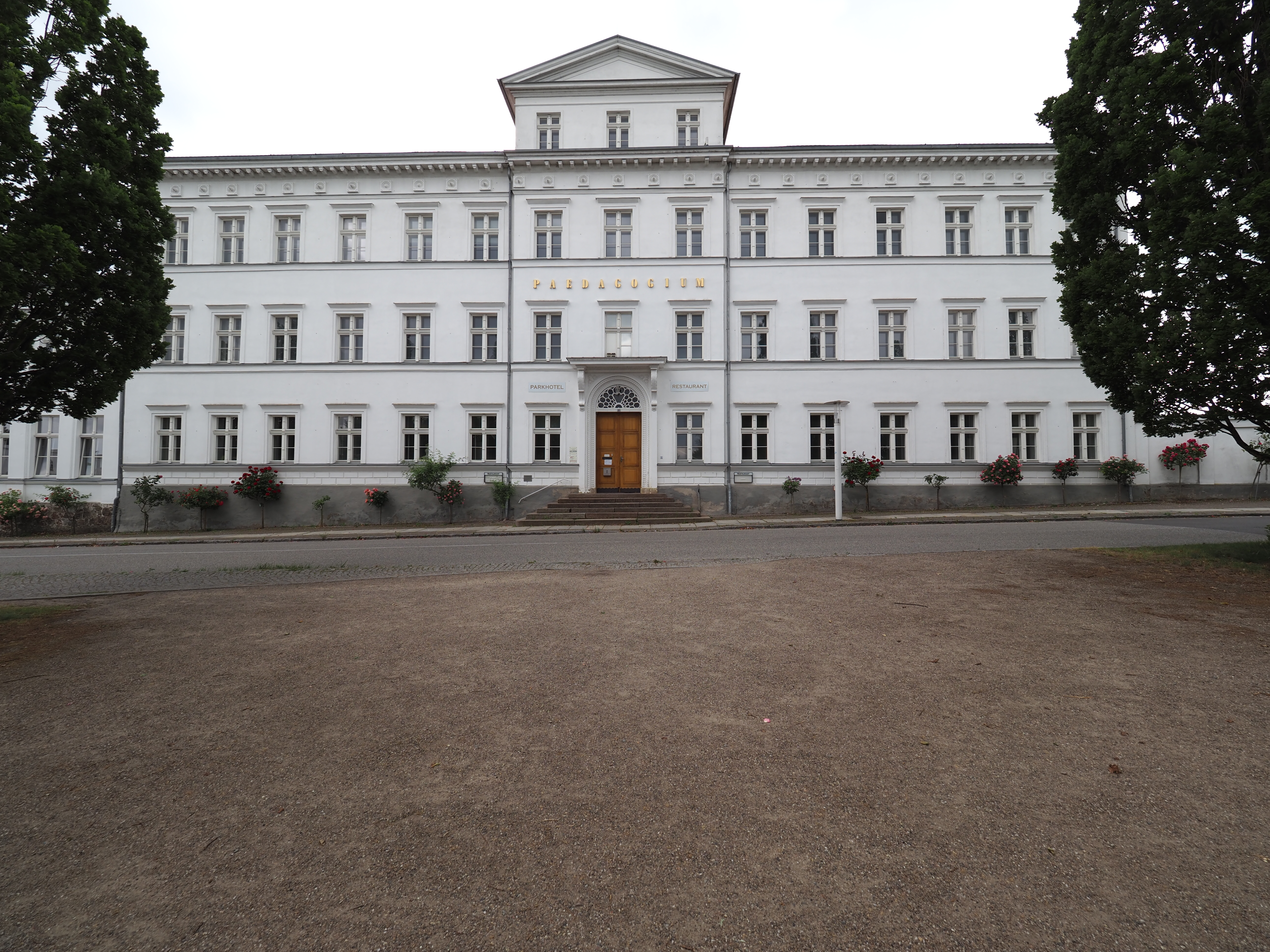
Nr. 16, Pädagogium

Ehemaliges Pädagogium zu Putbus

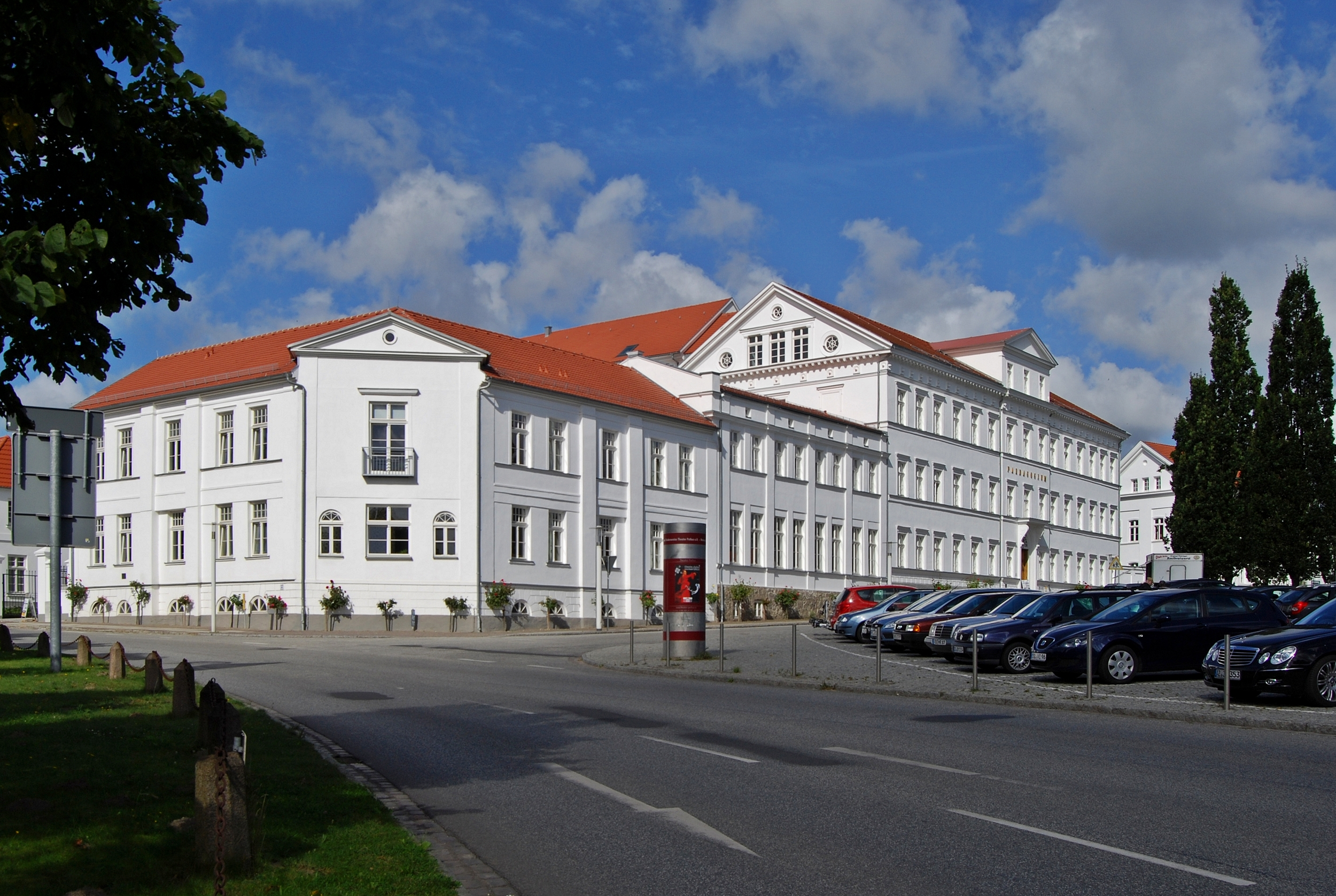
Gebäude des Pädagogiums

Das größte Haus am Circus ist das ehemalige Pädagogium zu Putbus, das 1833–1836 nach Plänen Johann Gottfried Steinmeyers erbaut wurde. Von 2002 bis 2014 war im Pädagogium das IT-College Putbus untergebracht, eine private Aus- und Weiterbildungseinrichtung für Informatikfachkräfte. Das Gebäude wurde am 6. Dezember 2015 an einen unbekannten Telefonbieter versteigert.
Es war Fürst Malte zu Putbus, der seinem Fürstensitz eine höhere Lehranstalt geben wollte mit dem Ziel, die Bildung und Erziehung seiner Landeskinder zu fördern. So ließ er 1833  das Haus am Circus 16 erbauen. Das Fürstliche Pädagogium wurde mit einem Internat, Mensa und Turnhalle errichtet. 1836 übergab er es an den preußischen Staat als Pädagogium Regium (Königliches Pädagogium). Bis zum Zweiten Weltkrieg war das Pädagogium nach der Universität Greifswald die wichtigste Bildungseinrichtung Vorpommerns. 1941 bis 1945 war im Gebäude die Nationalpolitische Erziehungsanstalt Rügen untergebracht. Nach dem Zweiten Weltkrieg wurden von 1946 bis 1975 Lehrer ausgebildet. Der erste Neulehrerjahrgang begann am 1. Februar 1946. Zunächst dauerte die Ausbildung sieben Monate; ab September studierte man am Institut für Lehrerbildung (IfL) ein Jahr lang. Der erste Direktor war Reinhold Lenz, ab 1949 trug das Institut den Namen des deutschen Pädagogen Adolf Diesterweg. Zeitweise befanden sich 200 Studenten in der Ausbildung. Bis zum Umzug der Einrichtung nach Rostock wurden mehr als 4000 angehende Grundschullehrer ausgebildet. Von 1975 bis 1994 wurden in den Gebäuden schwerhörige Kinder unterrichtet. 1994 übernahm der Stiftungsverbund für mehrfachbehinderte Gehörlose, Schwerhörige und Taubblinde die Einrichtung. Von 2000 bis 2002 stand das historische Gebäude teilweise leer und war dem Verfall preisgegeben, da das Sonderpädagogische Zentrum für mehrfachbehinderte Hörgeschädigte einen neuen Gebäudekomplex in Putbus bezog.
Westlich der Stadt befindet sich das sogenannte Primanerloch, welches auf einen Brauch am Pädagogium zurückgeht.
August-Bebel-Straße
In der August-Bebel-Straße gibt es noch zahlreiche eingeschossige Handwerkerhäuser aus der Zeit der Stadtgründung.
Museen

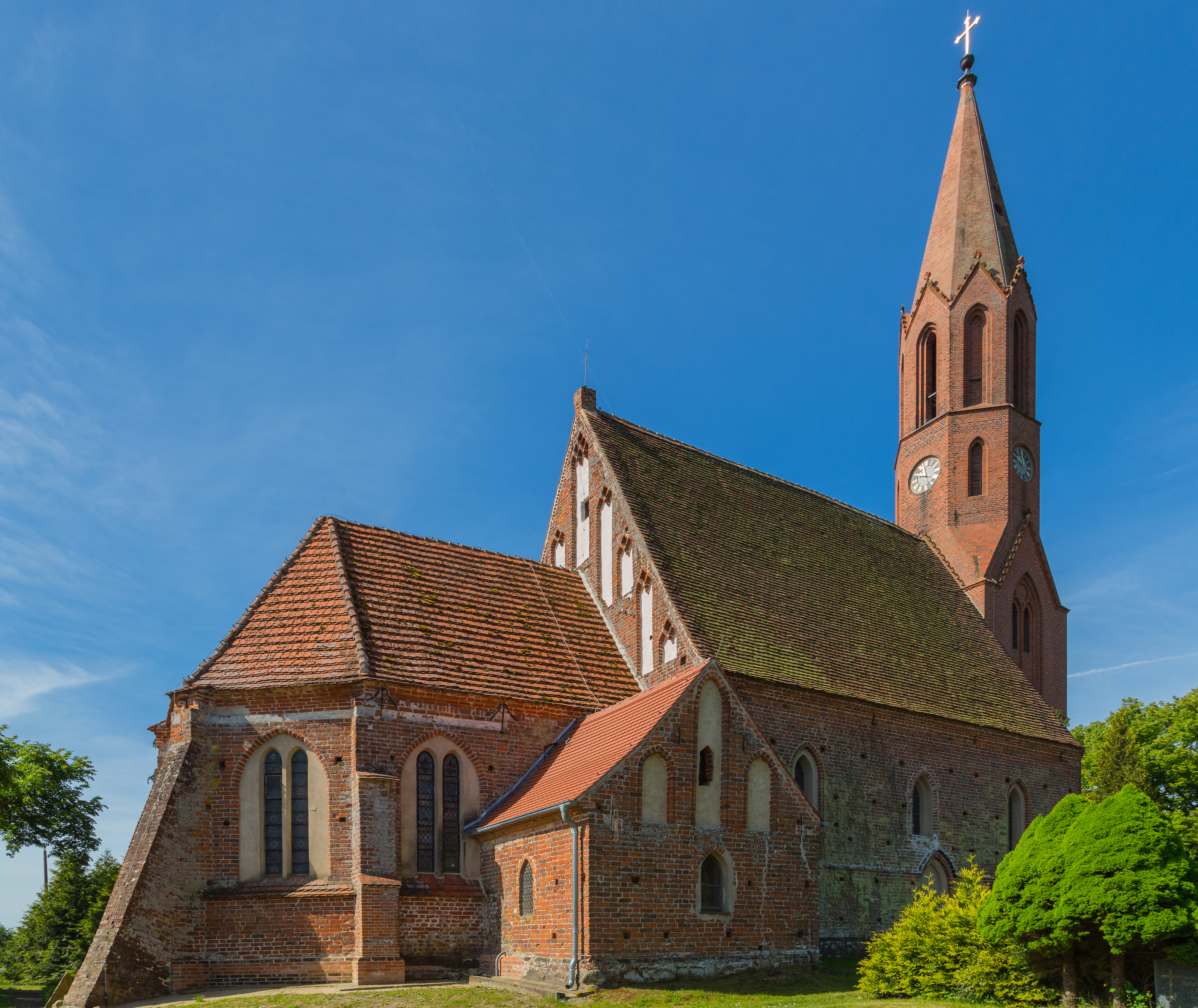
St.-Jacobi-Kirche in Kasnevitz

Das Putbusser Uhrenmuseum zeigt über 1000 Uhrenexponate aus dem 15. bis 19. Jahrhundert. Darüber hinaus gibt es im Ort ein Puppen- und Spielzeugmuseum.

### Ortsteile
Kirche in Kasnevitz
In Kasnevitz befindet sich die St.-Jacobi-Kirche aus der 2. Hälfte des 14. Jahrhunderts.
Badehaus und Waldgebiet Goor in Lauterbach

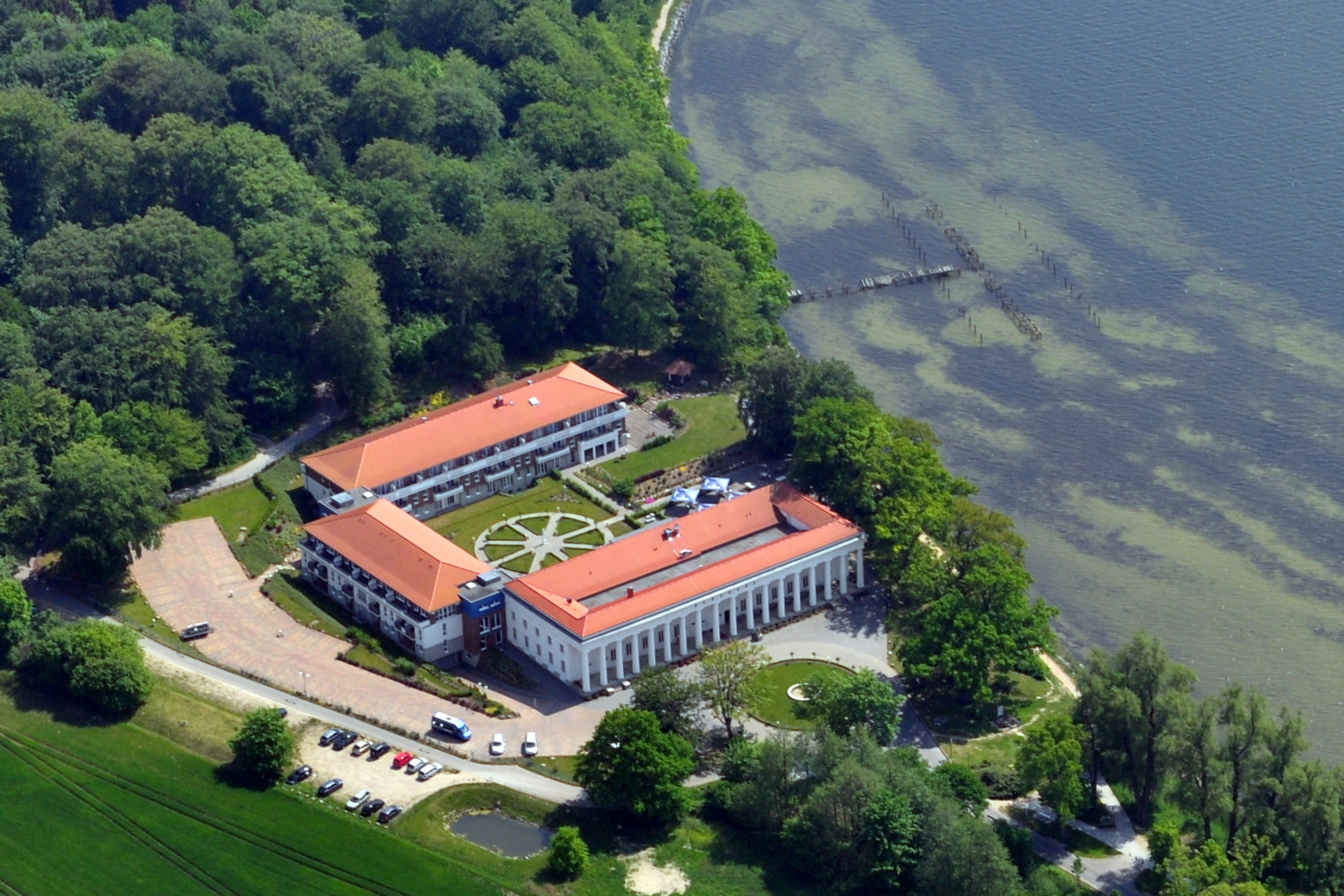
Klassizistisches Badehaus Goor

Das Badehaus Goor wurde zwischen 1817 und 1818 im Stil des Klassizismus errichtet. Sein Name leitet sich von dem unter Naturschutz stehenden Waldgebiet bei Lauterbach (Rügen).
Gedenkstein in Lauterbach auf dem Gelände des Badehauses
Der 1978 eingeweihte Gedenkstein für die Opfer des Faschismus erinnert an die Zwangsevakuierung des KZ Stutthof im April 1945. Geschaffen wurde der Gedenkstein von dem Bildhauer Werner Stötzer mit einer Inschrift des tschechischen Schriftstellers Julius Fučík: Menschen ich hatte euch lieb. Nach Zerstörung und Diebstahl der Aschenurne 1990 wurde die Anlage 1995 neu eingeweiht.
Haus-Kopf-über bei Lauterbach
2010 errichteten Privatpersonen ein komplett auf dem Kopf stehendes Holzhaus an der Straße nach Lauterbach als Besucherattraktion.
Großsteingräber bei Lonvitz

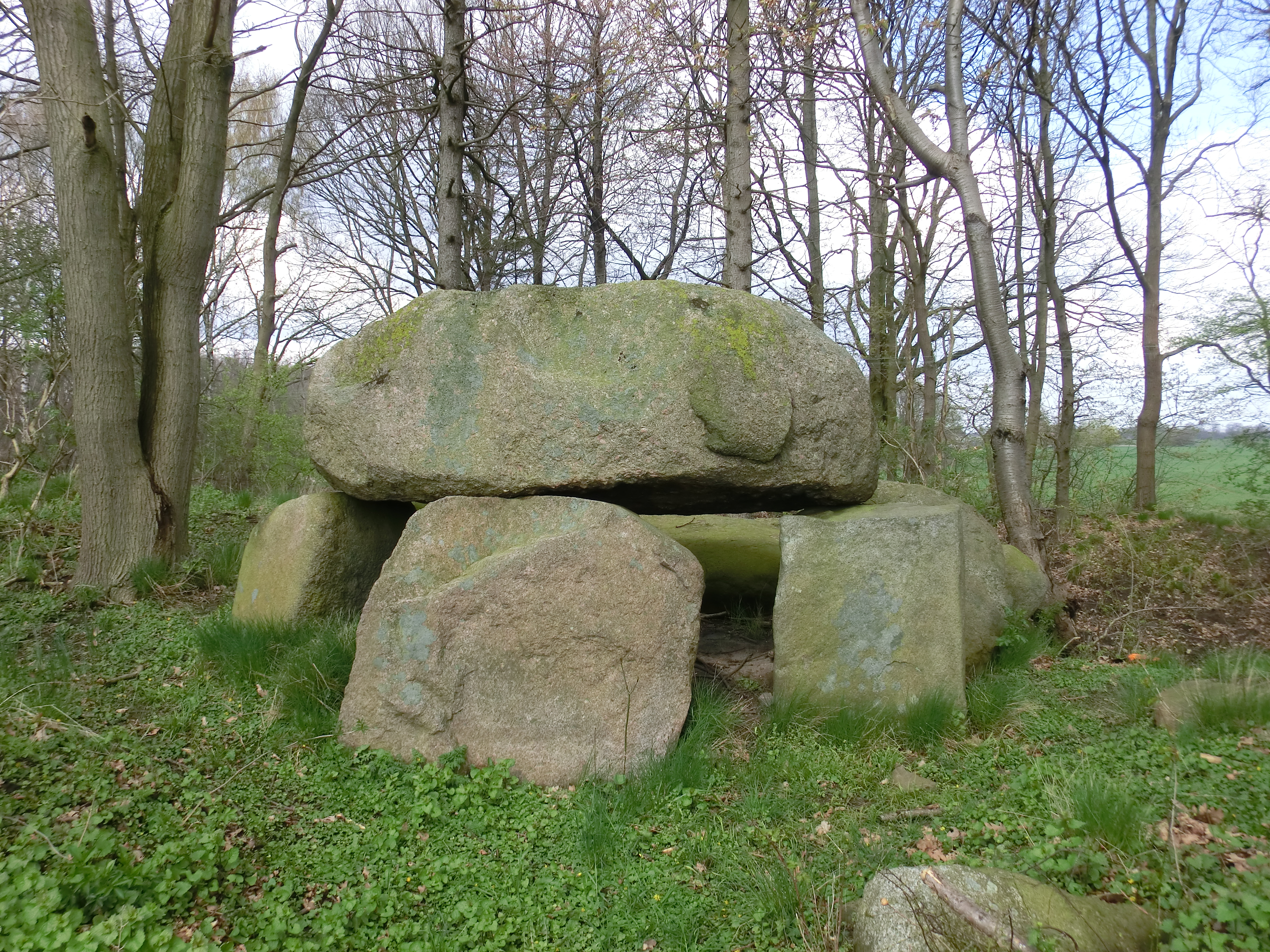
Großsteingrab Lonvitz 1

Zwischen Lonvitz und Lauterbach befindet sich an der Bahnlinie des Rasenden Rolands die Großsteingräber bei Lonvitz () aus der Jungsteinzeit.
Gutshaus Pastitz
Das neobarocke Gutshaus verkam nach 1987 und wurde seit 2004 saniert.
Gutshaus Posewald
Zweigeschossiger, sanierter Putzbau auf Feldsteinkeller aus der 2. Hälfte des 19. Jh. mit zwei dreigeschossigen Ecktürmen.
Kirche in Vilmnitz
Die Kirche St. Maria Magdalena zu Vilmnitz ist eine spätromanisch/gotische Backsteinkirche.

### Technische Anlagen
Schmalspurbahn

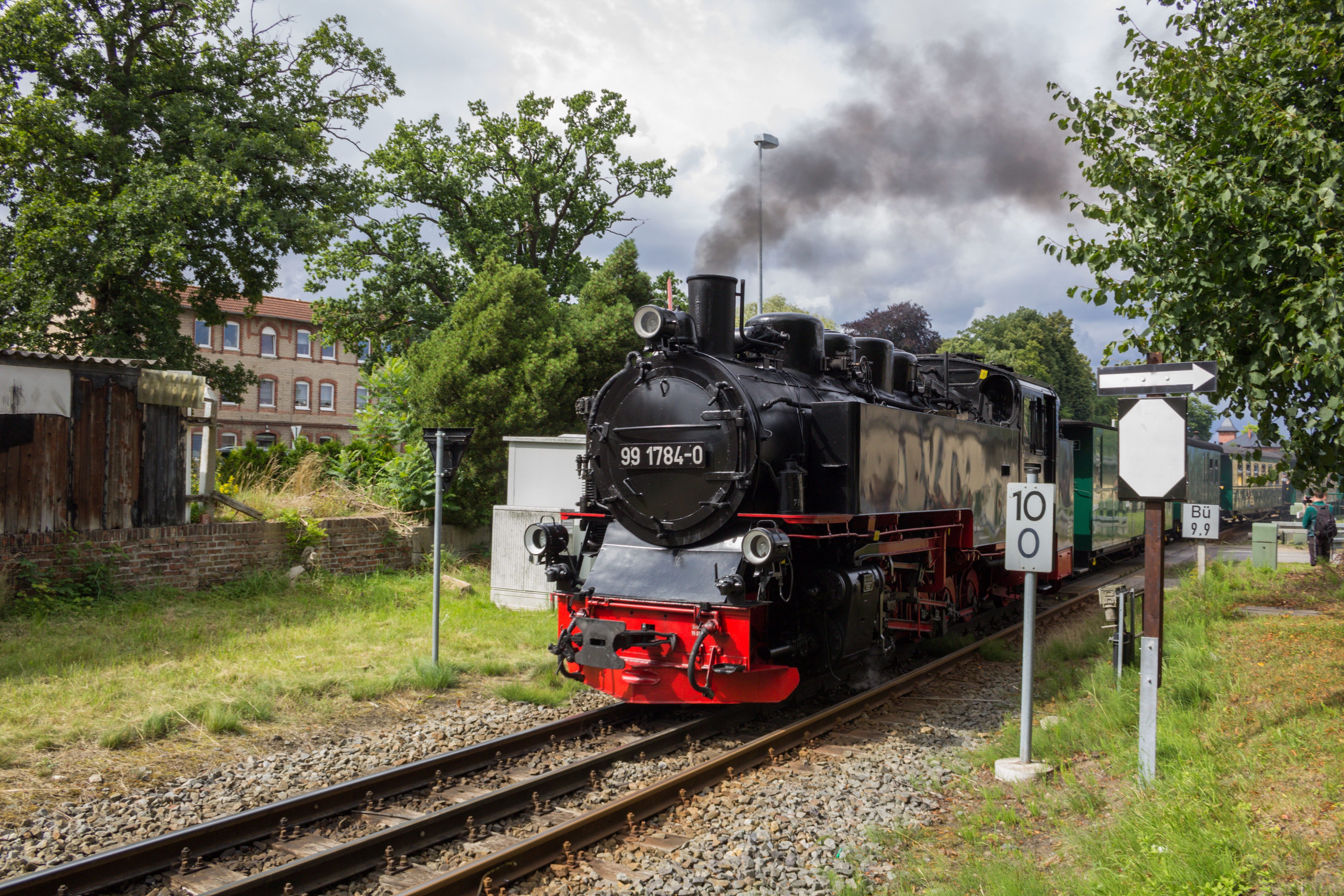
Rasender Roland bei der Ausfahrt aus Putbus

Putbus ist Ausgangspunkt der Schmalspurbahn Rasender Roland (Spurweite 750 Millimeter) vom Ortsteil Lauterbach über Binz nach Göhren. Diese täglich verkehrende Bahn entstand von 1895 bis 1899 und dient seit Ende des 20. Jahrhunderts hauptsächlich dem Tourismus. Es werden Dampflokomotiven der Baureihen 99.48 (Baujahr 1938) und 99.78 (Baujahr 1953) eingesetzt. Erst 1999 wurde die Bahn bis nach Lauterbach (Mole) verlängert. Hierzu wurde die Normalspur-Eisenbahnstrecke Bergen–Lauterbach (Mole) im Abschnitt zwischen Putbus und Lauterbach um eine weitere Schiene zu einer Dreischienen-Gleisanlage erweitert.
1999 entstand nach Plänen des Stralsunder Architekten Niclas Dünnebacke ein modernes Tankstellengebäude, das mit dem Kleinbahnhof kombiniert ist.
Am 4. Juli 1896 wurde die 35,5 km lange Strecke Altefähr–Putbus eröffnet. Wegen mangelnder Auslastung wurde der Verkehr im Dezember 1967 auf dieser Strecke eingestellt. Heute kann die Strecke als Rad- und Wanderweg genutzt werden.
Sendeanlage
In der Nähe von Putbus befand sich eine Sendeanlage für Mittelwelle. Diese Anlage diente zu DDR-Zeiten zur Verbreitung des Programms der Radio DDR Ferienwelle. Bis 2009 wurde von dort das Programm Deutschlandradio Kultur im DRM-Modus ausgestrahlt. Als Antenne des ein Kilowatt starken Senders diente ein 1960 errichteter, 51 Meter hoher, gegen Erde isolierter, abgespannter Stahlfachwerkmast mit kreuzförmiger Dachkapazität auf der Spitze.
Der Mittelwellensender Putbus auf 729 kHz war der letzte seiner Art in Mecklenburg-Vorpommern. Um ihn nach der Wende vor der Demontage zu bewahren, nahm die Medienanstalt Mitte 2010 eine Ausschreibung vor, um private Betreiber zu finden. Der Sender würde außer Vorpommern auch Rügen und Usedom sowie auch Teile Südschwedens und Schleswig-Holsteins erreichen. Allerdings fand sich kein Interessent und der Sendemast wurde Mitte 2012 demontiert.
Erwähnenswert ist eine Wetterradar-Anlage mit einem speziellen Radom, deren Daten in den Deutschen Wetterdienst einfließen.

### Regelmäßige Veranstaltungen
Aus dem Putbusser Veranstaltungskalender sind die folgenden regelmäßigen Veranstaltungen mit großer regionaler bzw. überregionaler Bekanntheit erwähnenswert:
- Mai: Putbus Festspiele – Musikkonzerte an verschiedenen Orten in Putbus
- Juni: Rügener Holzmesse – Ausstellung in Lauterbach rund um den Naturrohstoff Holz (seit 1997)
- Juli: Segel- und Hafenfest im Putbusser Ortsteil Lauterbach
- August: Vilmschwimmen – Traditionsreicher Schwimmwettkampf auf der Strecke zwischen der Insel Vilm und dem Hafen von Lauterbach
- September: Kabarett-Regatta Rügen – Die Elite und der talentierte Nachwuchs des deutschen Kabaretts treten seit 1997 im Residenztheater Putbus auf.

## Wirtschaft und Infrastruktur

### Verkehr
Straßenverkehr
Durch Putbus verläuft die Landesstraße 29 zwischen Stralsund und Sassnitz, die zum Abschnitt 1 der Deutschen Alleenstraße gehört. Weiterhin ist Putbus über die Landesstraße 301 an die Stadt Bergen auf Rügen angebunden.
Schienenverkehr

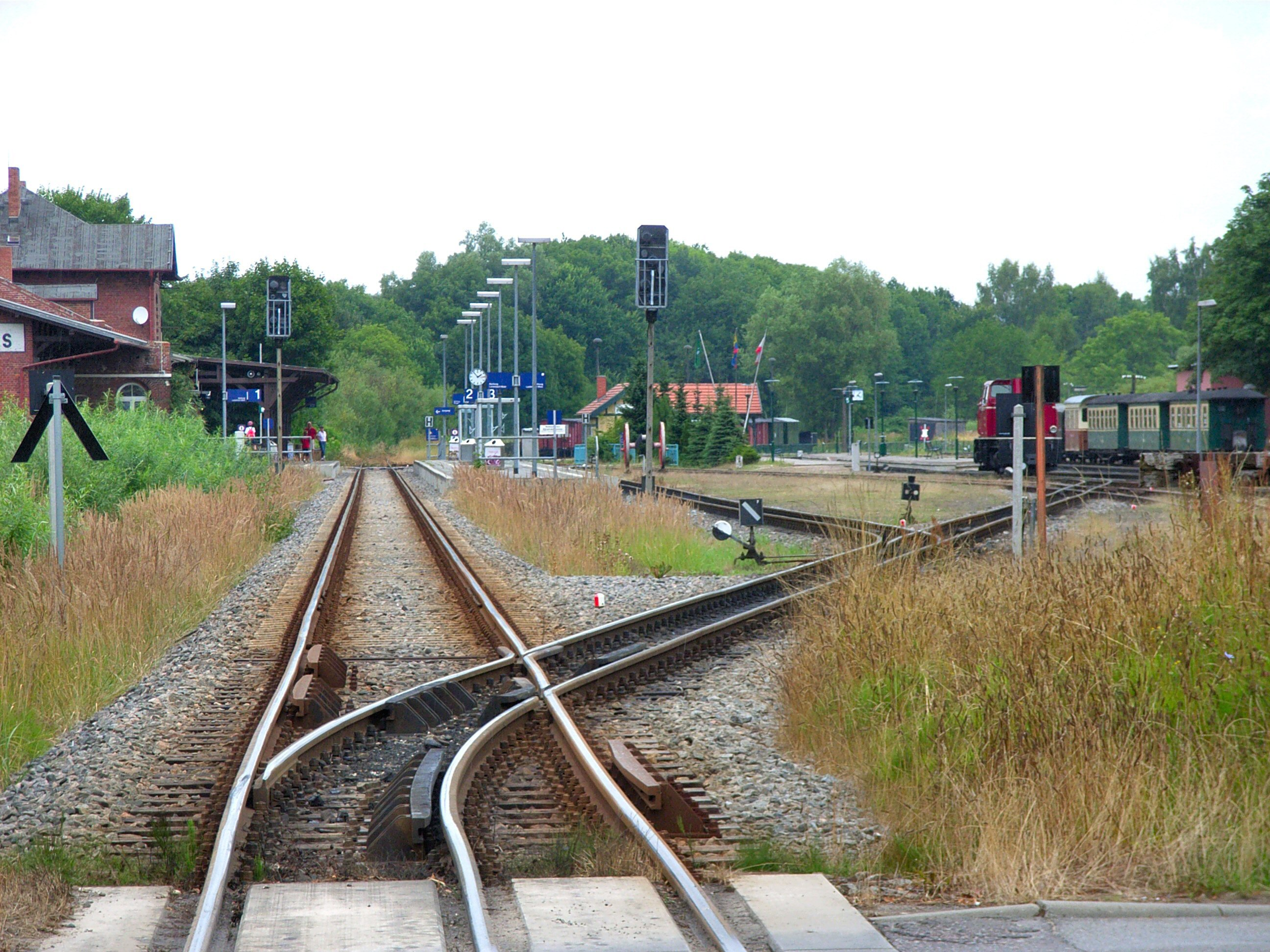
Dreischienensystem im Bahnhof Putbus

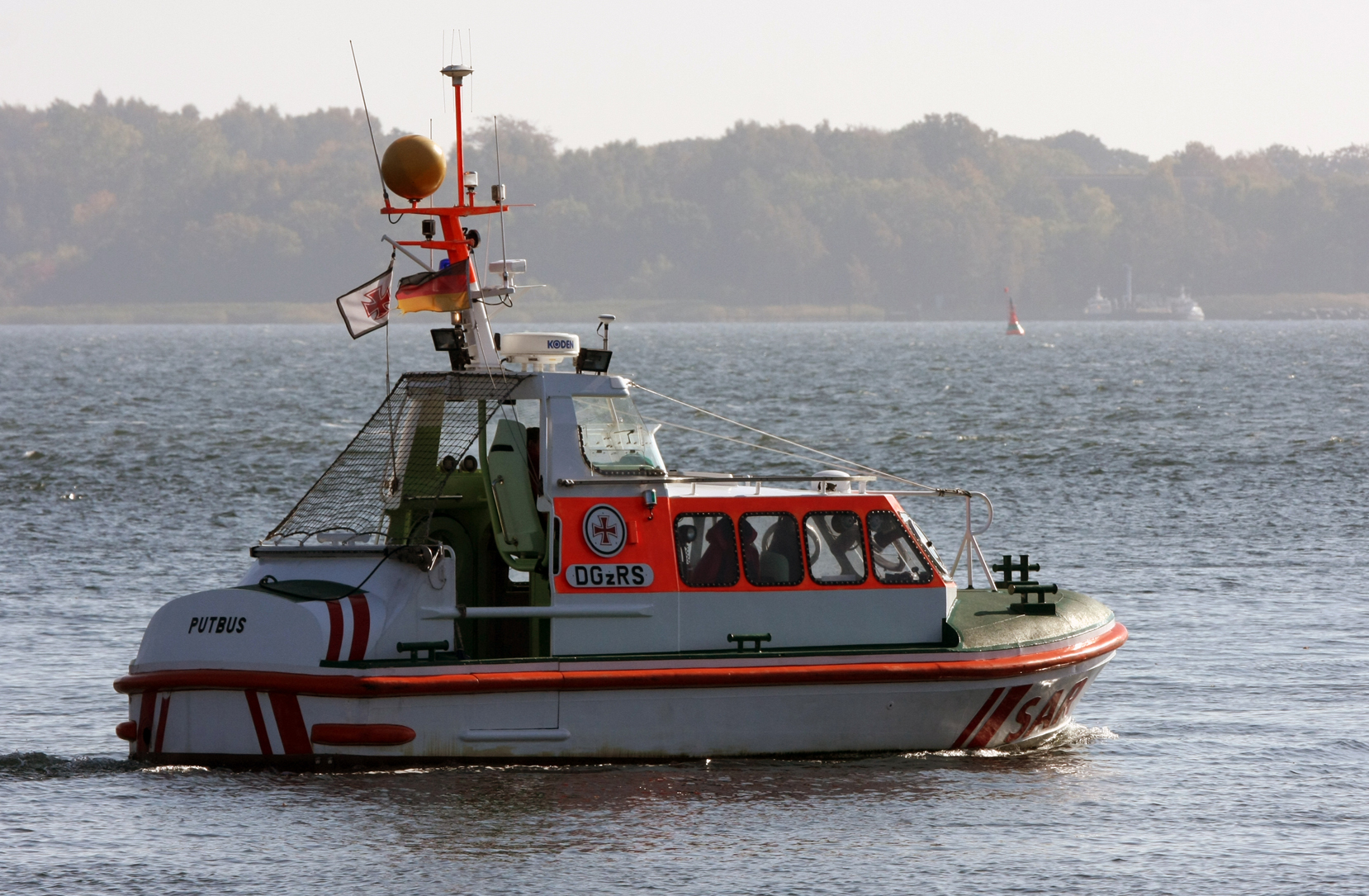
Seenotrettungsboot Putbus

Der Bahnhof Putbus liegt an der Bahnstrecke Bergen auf Rügen–Lauterbach Mole sowie an der Strecke der dampfbetriebenen Schmalspurbahn „Rasender Roland“ von Lauterbach (Mole) über Putbus, Binz, Sellin und Baabe nach Göhren. Der gemeinsame Abschnitt beider Bahnstrecken von Putbus nach Lauterbach Mole wurde mit einem speziellen Dreischienensystem für 750 mm und 1435 mm Spurweite ausgestattet. So können Züge beider Spursysteme (Schmalspurbahn und Regelspurbetrieb) auf dem Abschnitt abwechselnd verkehren. Der nächste Fernbahnhof mit ICE-Anschluss befindet sich im neun Kilometer entfernten Bergen auf Rügen.
Busverkehr
Im öffentlichen Personennahverkehr ist die Gemeinde durch die Verkehrsgesellschaft Vorpommern-Rügen mit der Linie 30 (Bergen – Putbus – Garz – Stralsund) angebunden. Weitere Busse verkehren in die abseits gelegenen Ortschaften.
Schiffsverkehr
Das am Rügischen Bodden liegende ehemalige Fischerdorf Lauterbach ist heute ein Ortsteil der Stadt Putbus. Vom Hafen Lauterbach werden während der Sommersaison verschiedene Ausflugsfahrten angeboten, darunter Fahrten rund um die im Biosphärenreservat Südost-Rügen liegende Insel Vilm sowie Boddenkreuzfahrten durch den Rügischen Bodden.
Am 7. Juni 1993 wurde ein Seenotrettungsboot der Deutschen Gesellschaft zur Rettung Schiffbrüchiger auf den Namen Putbus getauft und ist seitdem im Hafen von Lauterbach stationiert. Das DGzRS-intern als SRB 37 bezeichnete Schiff wurde 1993 von der Fassmer-Werft in Berne unter der Bau-Nr. 1261 gebaut und hat das Rufzeichen DH 3.

### Medien
Als regionale Tageszeitung steht den Putbussern die Ostsee-Zeitung mit ihrem Lokalteil Rügen zur Verfügung.
Die Putbusser Druckerei Rügendruck am Circus stellt seit 1992 das touristische Informationsmagazin rügen aktuell für die Insel Rügen und die Hansestadt Stralsund her, seit 1997 befindet sich hier auch die Redaktion in der Verlagsabteilung. Das Magazin erscheint monatlich beziehungsweise zweimonatlich in Doppel-Ausgaben während der Nebensaison.

## Persönlichkeiten

### Söhne und Töchter der Stadt
- Ulrich Christoph Salchow (1722–1787), Arzt und Chemiker, in Kasnevitz geboren
- Malte Friedrich von Putbus (1725–1787), Regierungs- und Hofgerichtspräsident in Schwedisch-Pommern
- Gottlieb von Platen (1765–1819), preußischer Generalmajor, in Krimvitz geboren
- Wilhelm Malte I., Fürst zu Putbus (1783–1854), Stadtgründer
- Berthold Delbrück (1842–1922), Sprachwissenschaftler
- Georg von Rechenberg (1846–1920), preußischer Generalleutnant
- Alfred Biese (1856–1930), Literaturhistoriker
- Hermann Lietz (1868–1919), Reformpädagoge, in Dumgenevitz geboren
- Hermann Schoemann (1881–1915), Marineoffizier

### Mit Putbus verbundene Persönlichkeiten
- Moritz Ulrich I. (1699–1769), Graf und Herr zu Putbus
- Charlotte von Kathen (1777–1850), Gutsherrin, lebte in Putbus
- Johann Gottfried Steinmeyer (um 1780–1851), Architekt in Putbus
- Karl von Hahn (1782–1857), Gutsbesitzer und Theaterdirektor, Initiator der ersten Putbusser Theaterambitionen
- Ferdinand Hasenbalg (1793–1852), Pädagoge, Direktor des Pädagogiums Putbus
- Franz Biese (1803–1895), Philologe und Literaturhistoriker, Oberlehrer am Pädagogium Putbus
- Wilhelm Malte II. (1833–1907), Fürst und Herr zu Putbus
- Victor Loebe (1840–1916), Pädagoge, Professor am Pädagogium Putbus, Geheimer Studienrat
- Gustav Staude (1843–1909), Oberbürgermeister von Halle (Saale), legte sein Abitur in Putbus ab
- Gerhart Hauptmann (1862–1946), Dramatiker und Schriftsteller, assistierte als Regisseur am Fürstlichen Theater
- Arnold Wahnschaffe (1865–1941), Chef der Reichskanzlei, besuchte das Pädagogium in Putbus
- Leopold IV. zur Lippe (1871–1949), letzter regierender Fürst von Lippe, legte sein Abitur in Putbus ab
- Detlev von Arnim-Kröchlendorff (1878–1947), brandenburgischer Gutsbesitzer, Politiker im Widerstand gegen das NS-Regime, besuchte das Pädagogium Putbus
- Ferdinand IV. von Lochow (1884–1931), Agrologe, besuchte das Pädagogium Putbus
- Malte zu Putbus (1889–1945), Großgrundbesitzer, Erbe des ehemals fürstlich Putbus’schen Fideikommisses
- Otto R. Gervais (1902–1952), Publizist und Schriftsteller, Besitzer der Fotoagentur „Inseldienst Rügen“, wohnte und starb in Putbus[20]
- Hans-Joachim Theil (1909–1985), 1953 bis 1963 Dramaturg und Vize-Intendant am Theater in Putbus
- Hans Marquardt (1920–2004), Verleger, lebte in Putbus
- Hans Knötzsch (1923–1996), Schauspieler und Regisseur am Theater Putbus
- Heinz Kahlow (1924–2015), Schriftsteller, leitete die Theatergruppe Studio 48 in Putbus
- Jürgen Frohriep (1928–1993), Schauspieler, Mitglied in der Theatergruppe Studio 48 in Putbus
- Egon Krenz (* 1937), Politiker (SED), studierte am Institut für Lehrerbildung Putbus
- Dirk von Bodisco (1940–2008), Bühnen- und Kostümbildner, lebte in Putbus

## Weitere Literatur
- Otto R. Gervais: Finanzamt Inselstadt. Roman einer Hinterziehung, F. A. Herbig Verlagsbuchhandlung, Berlin 1948.
- Gerhart Hauptmann: Im Wirbel der Berufung! S. Fischer Verlag, Berlin 1936.